# Lijst van internaten in Nederland
Een lijst van internaten, kostscholen, pensionaten, (groot-)seminaries, klein-seminaries, juvenaten, schippersinternaten, weeshuizen, kindertehuizen en (gezondheids- en herstellings-)vakantiekoloniehuizen in Nederland—in het algemeen, instituten waar jongeren tussen 0 en 25 jaar, die voor kortere of langere tijd buiten het gezin moeten of willen wonen, gehuisvest zijn en mogelijk aldaar of in de nabijheid een erkende opleiding volgen.

## Gebruikte afkortingen

### Schooltype
- p.o. = zuigeling/peuter/kleuter opvoeding (globaal van 0 tot 6 jaar)
- l.o. = lager onderwijs (globaal van 6 tot 12 jaar)
- m.o. = middelbaar onderwijs (globaal van 12 tot 16/18 jaar)
- h.o. = hoger onderwijs (globaal van 18 tot 23 jaar)
- w.o. = wetenschappelijk onderwijs (globaal van 18 tot 23 jaar)
- geen = internaat zonder school; scholing in de nabijheid.

### Overige afkortingen
- - = het jaar of eerder dan (gegevens v.n.l. afkomstig van sociale netwerksites)
- + = het jaar of later dan (gegevens v.n.l. afkomstig van sociale netwerksites)
- B.J. = Bijzonder Jeugdwerk
- FIOM = Stichting Fiom, tot 1975 FIOM, de 'Nederlandse Federatie van Instellingen voor de Ongehuwde Moeder en haar kind'
- JV-VO = Jeugdvorming en Volksontwikkeling
- Part. = Particulier
- P.C. = Protestants-christelijk
- R.K. = Rooms-Katholieke Kerk
- St. = Sint
- stg. = Stichting
- V.B.S. = Vorming Buiten Schoolverband

## Internaten in Nederland

### Provincie Drenthe
| plaats                      | naam, organisatie(s) en archief | schooltype | vanaf        | tot   | info & links             |
| --------------------------- | --- | ---------- | ------------ | ----- | ------------------------ |
| Aalden                      | B.J.-internaat "`t Witte Zand", Gelpenberg                                                                                              |            | 1954-        | 1994+ | 't Witte zand            |
| Assen                       | "De Prinsenhof" (gezins)internaat, Beilerstraat 149, later ook Beilerstraat 59-61-63 ( -1993), "De Lariks", de Lariks 1 (1993- )        |            |              | 2001- |                          |
| Assen                       | internaat "In Patria", Klenckestraat 11a                                                                                                |            |              |       |                          |
| Assen                       | B.J.-kindertehuis "Eakinga" Assen |            |              | nu    |                          |
| Assen                       | Huize Marthijn |            | 1976-        | 1985+ |                          |
| Eelde                       | De Eekwal (internaat en school), Heirweg                                                                                                |            | 1969-        | 1993+ |                          |
| Emmer-Compascuum            | "St. Alphonsus" pensionaat van de Zusters van O.L. Vrouw van Amersfoort, Hoofdkanaal OZ 81-82                                           |            | 1914 of 1925 | 1993+ | Zusters van O.L. Vrouw   |
| Fluitenberg                 | Het "Noorderhuis" kinderkoloniehuis tot 1971 daarna medisch kindertehuis                                                                |            | 1924         | 1979  | Noorderhuis              |
| Geeuwenbrug dan gem. Diever | "De Eikenhorst": jongens VBS-kamp, JV-VO-kamp en later B.J.-internaat, landgoed De Eikenhorst Geeuwenbrug 4 langs de Drentse Hoofdvaart |            | 1949         | 1999+ | jongenskamp Eikenhorst   |
| Hoogeveen                   | jongensinternaat "Instituut Beekman-Ockels" (in het oude Carmelietenklooster), Brinkstaat                                               |            | 1960         | 1980- |                          |
| Rolde                       | jongenskamp / B.J.-internaat "Papenvoort", Papenvoort 21                                                                                |            | 1939         | 1997  | stg. Yorneo              |
| Rolde                       | Huize Mariencamp; internaat Z-opleiding, Stroetenweg 15                                                                                 |            | 1964         | 2009  | de Trans; Werken & Leren |
| Vries                       | Maria Christina |            | 1974-        | 1978+ |                          |
| Zuidwolde                   | B.J.-kamp / -internaat "Ten Arlo" |            | 1946-        | 1948+ |                          |
| Zweeloo                     | B.J.-internaat "'t Witte Zand": R.K. kindertehuis van 8 tot 14 jaar                                                                     |            | 1975-        | 1995+ | 't Witte Zand            |

### Provincie Friesland
| plaats          | naam, organisatie(s) en archief | schooltype | vanaf | tot   | info & links                                                             |
| --------------- | --- | ---------- | ----- | ----- | ------------------------------------------------------------------------ |
| Appelscha       | B.J.-internaat "Aekinga"" , Aekingaweg 4 |            | 1930- | 2003+ | BJ Aekinga[dode link]                                                    |
| Appelscha       | "Huize Beatrixoord" |            | 1922  | 1962  | stg. Beatrixoord                                                         |
| Beetsterzwaag   | Lyndensteyn Cornelia Stichting |            | 1905  | 1965  | Cornelia stg.                                                            |
| Bolsward        | Weeshuis |            | 1553  | 1954  | de Bolswarder stg.                                                       |
| Bolsward        | internaat Zusters Franciscanessen van Bennebroek, de Dijkstraat                                                                                               |            | 1851  | 1866  | Franciscanessen, franciscaansebeweging.nl (pagina niet meer beschikbaar) |
| Bolsward        | tehuis Bolsward door de orde der Maristen Paters Maristen / Broeders Maristen)                                                                                |            | 1954- | 1957+ | Maristen                                                                 |
| Dokkum          | Weeshuis, 1614 markt |            | 1574  | 1922  |                                                                          |
| Franeker        | (zwarte) Hervormd Diakonie Weeshuis, Godsacker 15 1598?-1668, Marktplein (1668-1854), "Botniastins" (1854-1948), Breedeplaat 1 hoek Voorstraat                |            |       | 1948  |                                                                          |
| Franeker        | (blauwe) Klaarkampster Weeshuis, "de Mauritsbrug" in de Dijkstraat hoek met de Godsacker (1597-1888), Voorstraat 74 (1888- ) {archief Gemeente Franekeradeel} |            | 1597  | 1946+ |                                                                          |
| Harlingen       | R.K. Sint Anna meisjespensionaat van de Zusters Franciscanessen van Bennebroek, Romastraat klooster (1855-1897, Hofstraat 19 (1897-1982)                      |            | 1870  | 1976  | Franciscanessen[dode link]                                               |
| Harlingen       | Maritieme Academie Harlingen, voorheen Noordzee College Harlingen                                                                                             |            | 1958  | heden | Maritieme Academie Harlingen                                             |
| Heerenveen      | Huize Violetta een nazorg kolonie van het Groene Kruis, een doorgangshuis en tehuis, Aengwirderweg 57 Terband                                                 |            | 1935- | 2003+ |                                                                          |
| Hemrik          | B.J.-tehuis Sparjebird |            | 1945  | 1951  |                                                                          |
| Leeuwarden      | Old Burger Weeshuis, Nieuwestad 108 |            | 1534  | 1933  |                                                                          |
| Leeuwarden      | het Nieuwe Stads Weeshuis |            | 1676  | 1953  | Nieuwe Stads Weeshuis                                                    |
| Leeuwarden      | H. Fredericus weeshuis door de Zusters van Liefde van Tilburg, Ooster Kruisstraat of Weeshuisstraat, R.K. Liefdegesticht 1882                                 |            | 1786  | 1938  | Zusters van Liefde                                                       |
| Leeuwarden      | internaat Bronsgeest, Emmakade 4 |            | 1964- | 1968+ |                                                                          |
| Lekkum          | Herbergh De Soete Hofstee internaat, Mearsterpaed 8 | geen       | 1980  | nu    | Hofstee De Soete                                                         |
| Lemmer          | Prinses Beatrix internaat |            | 1967- | 1969+ |                                                                          |
| Lemmer          | Het Kompas (schippersinternaat), Villa Novalaan 1 | geen       |       | nu    | Stg Meander                                                              |
| Rijs            | Huize Mooi Gaasterland kinderkoloniehuis en later (medisch-)kindertehuis door de Dochters van Onze Lieve Vrouw van het Heilig Hart                            |            | 1947  | 2011  | Dochters v. O-L-V v/h H. Hart                                            |
| Schiermonnikoog | weeshuis / vak. kolonie "Egbert" |            | 1969- | 1969+ | kolonie Schiermonnikoog                                                  |
| Sneek           | Old Burger Weeshuis (Sneek) |            | 1581  | 1939  |                                                                          |
| Terschelling    | Campus 'Willem Barentsz' (studentenhuisvesting HZS Willem Barentsz)                                                                                           | HBO        | 1875  | heden |                                                                          |
| Westernijkerk   | Tjallinga Weeshuis, in 1877 verhuisd naar Huizum |            | 1541  | 1877  |                                                                          |
| Wolvega         | internaat "De Lindevallei" (technisch onderwijs) Broedercongregatie Onze-Lieve-Vrouw van Zeven Smarten Amsterdam, Eikenlaan 45                                |            | 1958  | 1978  |                                                                          |
| Workum          | Stads- of BurgerWeeshuis, (1641- ), nieuwe Stads-weeshuis (1867- )                                                                                            |            | 1641  | 1940  |                                                                          |

### Provincie Gelderland
| plaats          | naam, organisatie(s) en archief | schooltype            | vanaf    | tot       | info & links                                  |
| --------------- | --- | --------------------- | -------- | --------- | --------------------------------------------- |
| Apeldoorn       | Berghorst Weeshuis, Vosselmanstraat 260 op het Loo |                       | 1910-    | 1942+     |                                               |
| Apeldoorn       | kindertehuis "Noordhoorn", Loolaan t/o paleis het Loo daarna Wilhelminapark 7 |                       | 1947-    | 1976+     |                                               |
| Apeldoorn       | Meisjes-weeshuis der Hervormde Gemeente van Apeldoorn, Jachtlaan |                       | 1806     |           |                                               |
| Apeldoorn       | 'Nieuw Hoogt' aan de Jachtlaan |                       |          |           |                                               |
| Apeldoorn       | Aartsbisschoppelijk Kleinseminarie Arnhemseweg | m.o.                  | 1935     | ca. 1973  |                                               |
| Apeldoorn       | Nicolaas Stichting Leefgroephuizen, Het Bakhuis 17 (dependance van het schippersinternaat Sint Nicolaas in Apeldoorn voor kinderen van kermisexploitanten die naar het voortgezet onderwijs gaan |                       | 1988     | nu        |                                               |
| Apeldoorn       | Huize Boszicht P.C. 2e-doorgangshuis / kindertehuis, Mauristlaan 26 ( -1921), Kon. Hortenzelaan / Lodewijklaan (1921- ) |                       | 1895     | 1963+     |                                               |
| Arnhem          | Burgerweeshuis (nu Historisch Museum), Bovenbeekstraat 21 |                       | 1843     | 1920      | Stg. het Burger en Nieuwe Weeshuis            |
| Arnhem          | liefdesgesticht "Insula Dei" weeshuis door de Zusters van Liefde van Tilburg, Walburgplein 18 |                       | 1863     | 1944      | Zusters van Liefde                            |
| Arnhem          | meisjesinternaat Insula Dei (kweekschool) Zusters van Liefde van Tilburg (voormalig sanatorium Huize 'Sacré Coeur'van de Sociëteit van het H. Hart van Jezus), Velperweg 142 |                       | 1912-    | 1942+     | Zusters van Liefde                            |
| Arnhem          | Huize Klarenbeek; internaat van de Nutskweekschool voor Onderwijzers (opgegaan in de PABO Arnhem en nu onderdeel Hogeschool van Arnhem en Nijmegen HAN) |                       | 1906-    | 1940+     | HAN                                           |
| Arnhem          | internaat Christine Baderhuis van de Arnhemsche Vereeniging Kleuterzorg met onder andere de opleiding tot kinderverzorgster, Tivolilaan 23 / Amsterdamseweg 145 |                       | 1928     | 1970+     |                                               |
| Arnhem          | Imelda kindertehuis Karmelitessen, Agnietenstraat |                       | 1959-    | 1965+     | Karmel.                                       |
| Arnhem          | internaat meisjesschool van het Centraal Instituut voor de Opleiding tot Sportleiders (CIOS), Huis Angerenstein | m.o.                  | 1958     | 1987      |                                               |
| Arnhem          | internaat Klein Tadema State, Roellstraat 2 |                       | 1964-    | 1966+     |                                               |
| Arnhem          | schippersinternaat "Stella Maris" van Stg. Insula Dei van de Zusters van Liefde van Tilburg, landgoed Rennen Enk |                       | 1953     | 1989      | Zusters van Liefde                            |
| Arnhem          | St. Nicolaas internaat Broeders van Maastricht (schippersinternaat voor jongens); W.O.-II verhuis naar Zevenaar sinds 1955 Nijmegen |                       | 1937     | ca. 1940  | St. Nicolaasinternaat                         |
| Beek (Ubbergen) | pensionaat Notre Dame des Anges bij Villa Ter Meer (Reguliere) Kanunnikessen van de H. Augustinus | m.o.                  | 1903     | 1971      |                                               |
| Beek (Ubbergen) | meisjesinternaat Zusters van de Choorstraat |                       | 1941     | 1954      |                                               |
| Beek (Ubbergen) | part. internaat "Pius XII" te Malden in 1960 verhuisd naar Beek |                       | 1961-    | 1966+     |                                               |
| Beekbergen      | B.J.-internaat 'De Kuil' (jongens-internaat/-kamp), Stoppelbergweg 40 | m.o.                  | 1960-    | 1999+     |                                               |
| Berg en Dal     | internaat Broeders van Huijbergen |                       | 1961-    | 1961+     | Br. v. Huijbergen                             |
| Berg en Dal     | Juvenaat Broeders van Barmhartigheid van Sint Joannes de Deo, Zevenheuvelenweg 54 | m.o.                  | 1960     | 1968      |                                               |
| Borculo         | jongereninternaat / kindertehuis "Klein Borculo" Leo-Stichting Groep (LSG) door Broeders van Amsterdam (1898-1908) daarna de Fraters van Utrecht (1908-19xx), Wessel van Eylllaan 15 |                       | 1898     | 1978+     | Fraters van Utrecht LSG-Rentray               |
| Borculo         | internaat De Dijkhoeve, Kreunertweg |                       |          | 2013      | -                                             |
| Borculo         | [VOF] internaat Het Witte Huis, Ruurloseweg 7 |                       | 1963-    | 2000+     | Het Witte Huis                                |
| Brummen         | internaat 'Schoonaerde' R.K. opleiding gezins- en bejaardenverzorging later MSPO door de Derde Orde (minderbroeders) van de Franciscanen, Engelenburglaan | m.o.                  | 1945     | 1978      |                                               |
| Culemborg       | Elisabeth Weeshuis |                       | 1560     | 1952      | Museum Culemborg                              |
| Culemborg       | Aartsbisschoppelijk Kleinseminarie "Kuilenberg" door Jezuïeten Aartsbisdom Utrecht | m.o.                  | 1818     | 1935      | Jezuïeten                                     |
| Culemborg       | internaat Zusters van JMJ, Ridderstraat 18 |                       | 1852     | 1977      |                                               |
| Culemborg       | Protestants Christelijk internaat, Slotstraat 13 |                       | 1951-    | 1978+     |                                               |
| Dieren          | van Kinsbergen B.J.-jongenskamp/internaat met opleiding tot varensgezel, Zutphensestraatweg |                       | 1940-    | 1995+     |                                               |
| Duiven          | Instituut Geubbels door leken geleide R.K. jongenspensionaat |                       | 1892+    | 1944      |                                               |
| Ede             | kindertehuis Zonneoord |                       | 1930-    | 1987+     |                                               |
| Ederveen        | B.J.-tehuis "Marienhof" |                       | 1946     | 1949      |                                               |
| Eefde           | Rentray Nederlands Mettray, Mettrayweg 25 |                       | 1995-    | nu        | LSG-Rentray                                   |
| Elburg          | Weeshuis der Hervormde Gemeente, Van Kinsbergenstraat |                       | 1585     | 17xx      |                                               |
| Ellecom         | Huis Buitenzorg, vanaf 1928 koloniehuis "Veluwezoom", sinds 1936 "de Ketelaar" van het Centraal Genootschap voor Kinderherstellingsoorden (CGK), Zutphensestraatweg 66 |                       | 1928     | 1971+     | de Ketelaar                                   |
| Emst            | Huize Norel, Heerderweg 49 |                       | 1966-    | 1993+     |                                               |
| Epe             | Anthonieshof |                       | 1964-    | 1975+     |                                               |
| Epe             | kindertehuis/kolonie Pelzerkamp |                       | 1937     | 1957      | Pelzerkamp[dode link]                         |
| Ermelo          | Groot Emmaus Christelijke Inrichting voor Achterlijk Kinderen |                       | 1909-    | 1909+     |                                               |
| Gorssel         | Evang. Luthersch Weeshuis |                       | 1914-    |           |                                               |
| Gorssel         | Huize Dorth t'Joppe kinderkolonie |                       | 1957-    | 1967+     |                                               |
| Groenlo         | R.K. Pensionaat St. Jozeph 1863-1908 en (1924- ) voor meisjes (M)ULO Zusters Franciscanessen van Mariadal (1846-1994), Nieuwstad 14 (Nu Scholengemeenschap Groenlo) | m.o.                  | 1863     | jaren 80  | Franciscanessen[dode link]                    |
| Groesbeek       | Huize Beatrix |                       | 1964-    | 1967+     |                                               |
| Groesbeek       | Huize Bayard (internaat) R.K. school voor speciaal basisonderwijs Carolus, Nijmeegsebaan |                       | ca. 1975 |           |                                               |
| Groesbeek       | B.J.-internaat Kemnade, Nijmeegsebaan 11; eerst voor uitsluitend meisjes, eind jaren 70 overgaand in een gemengd internaat voor kinderen tot 18 jaar |                       | 1964-    | 1992+     |                                               |
| Groesbeek       | internaat voor meisjes Mariënendaal (bij Mariënendaal klooster), Hoflaan 6 |                       | 1940-    | 1972      |                                               |
| Groesbeek       | internaat "Werkenrode" (vakopleiding / beroepsopleiding) door de Broeders van Huijbergen, Nijmeegsebaan 9 |                       | 1961/3   | 1996      | Br. v. Huijbergen                             |
| Harderwijk      | Burgerweeshuis, gebouw hoek van de Markt en de Donkerstraat, sinds 1651 gebouw op de hoek van de Korte Kerkstraat en het Kerkplein (de Wheme) en sinds 1872 Kerkplein 3 |                       | 1555     | 1937      | Burgerweeshuis Harderwijk                     |
| Harderwijk      | Huize Westerholt, Smeepoortstraat 1 |                       | 1903-    | 1985+     |                                               |
| Harreveld       | jongens (vak)internaat Harreveld, Kerkstraat | m.o.                  | 1954-    | 2003+     |                                               |
| Harreveld       | St. Vincentius internaat, Kerkstraat |                       | 1956-    | 1989+     |                                               |
| Harreveld       | IJsselstein B.J.-jongenskamp met opleiding tot varensgezel |                       | 1940-    | 1943      |                                               |
| Hattem          | Seminarie voor late roepingen Congregatie van de H. Geest |                       | 1957     | 1970      |                                               |
| Hoenderloo      | 'Hoenderloo'; doorgangshuis / stichting / jongenshuis/ dhg |                       | 1851     | nu        | Hoenderlo groep                               |
| Hummelo         | kamp De Tol |                       | 1940     | 1970      | De Tol                                        |
| Lievelde        | groot-Seminarie van de Paters Maristen (Lievelde-Lichtenvoorden) |                       | 1950     | 1958+     | Maristen                                      |
| Lievelde        | Huize Loreto, Kloosterstraat 5 |                       | 1965-    | 1976+     |                                               |
| Lochem          | kamp / internaat B.J.internaat Ampsen, Ampsenseweg |                       | 1952-    | 2005+     | B.J. internaat                                |
| Lunteren        | Dr. de Visserhuis |                       | 1950-    | 1966+     | Dr. de Visserhuis                             |
| Lunteren        | jongens-internaat "Mooi Lunteren", Dorpsstraat |                       | 1946-    | 1946+     |                                               |
| Nijkerk         | Particulier Gereformeerd Burgerweeshuis Nijkerk, vml. Catharinaklooster (1637-1860), Vetkamp 28 (1860- ); later Kinderhuis West-Veluwe |                       | 1637     | 1972      | Weeskinderen                                  |
| Nijmegen        | Papengas ('t oude Weeshuis ?) |                       |          | ca. 1950  |                                               |
| Nijmegen        | "Arme Borgeren Kinderen Weeshuis" sinds 1817 Prot. Kinderen Weeshuis, Begijnenstraat |                       | 1560     | voor 1982 |                                               |
| Nijmegen        | Arme Kinderen Weeshuis (AKW) in vml. klooster Hessenberg sinds 1817 R.K. Weeshuis Broeders van Onze Lieve Vrouw van Zeven Smarten (Broeders van Amsterdam), Doddendaal Kroonstraat 150 |                       | 1638     | 1953      |                                               |
| Nijmegen        | internaat "Kwakkenberg" (van Chr. kweekschool/P.A "De Klokkenberg", Kopse Hof), Huis aan de Oude Stadsgracht (1849-1926) en Ubbergseveldweg 19 (1926-1969) | m.o.                  | 1849     | 1969      | HAN                                           |
| Nijmegen        | internaat van de R.K. kweekschool Mater Dei en internaat van het Gymnasium/lyceum HBS/MMS/ tot 1953 'Mater Dei' door de Dominicanessen van de H. Familie per 1911 Rosastichting, Dennenstraat 95-101 te Neerbosch (1850-1910) en Berg en Dalseweg 209 (1910- )                                                                                      | m.o.                  | 1848     | jaren '80 | Rosa-stg. Dominicanen Nl                      |
| Nijmegen        | kleinseminarie tot 1966 en R.K. internaat Sint Dominicus College-Neerbosch door de orde der Dominicanen, Nieuwstraat en vanaf 1925 Dennenstraat 135 | m.o.                  | 1856     | 1988+     | Dominicanen Nl                                |
| Nijmegen        | weesinrichting later kinderdorp "Neerbosch" (de Lindenhout stichting), Lange Brouwerstraat (1863-1867) en daarna Neerbosch |                       | 1863     | 2001      | kinderdorp Neerbosch de Lindenhout            |
| Nijmegen        | R.K. Canisuus College internaat door de orde der Jezuïeten (voortzetting van het college te Sittard vanaf 1851), Berg en Dalseweg 81 | m.o.                  | 1898     | 1967      | Jezuïeten                                     |
| Nijmegen        | pensionaat Instituut "Johanna de Lestonnac" Nijmegen bij het klooster en noviciaat op Dobbelmannweg 1 "St.Anna" en "de Notre Dame" door de Dochters van O.L. Vrouw (Franse school), Dobbelmannweg 5 |                       | 1911     | 1931      | Dochters v. O-L-V v/h H. Hart Dobeelmannweg 5 |
| Nijmegen        | St. Alfonsus Kleinseminarie Neboklooster van de Paters Redemptoristen, Sionsweg 2 / Groesbeekseweg | m.o.                  | 1928     | 1969      | Redemptoristen nl                             |
| Nijmegen        | de Sint Magdalenavereniging zorg voor ongehuwde moeders en hun kinderen Dominicanessen van het Allerheiligst Sacrament, Burchtstraat 51 (1919-1927) en Ottengas 11 (1927-1998) |                       | 1919     | 1998      | Dominicanen Nl                                |
| Nijmegen        | St. Theresiaklooster (1929-1993) verzorging baby's van ongehuwde moeders Zusters van Liefde (Schijndel), Biezenstraat 131 | p.o.                  | 1939     | 194X      |                                               |
| Nijmegen        | internaat (MMS) van de Zusters van JMJ, Groesbeekseweg 351 | m.o.                  | 1924     | 1950+     |                                               |
| Nijmegen        | internaat R.K. Kweekschool Filles de la Sagesse van de Dochters der Wijsheid, Groesbeekseweg 152 en Archipelstraat 12 |                       | 1947-    | 1950+     | Dochters der Wijsheid                         |
| Nijmegen        | internaat Maria Assumpta (MULO) door de Paters Maristen, Sophiaweg 4 |                       | 1955     | 1955+     | Maristen                                      |
| Nijmegen        | Huize (Pater) Dehon |                       | 1950-    | 1971+     |                                               |
| Nijmegen        | Huize Bayard (internaat) naar Groesbeek, Sint Annastraat |                       | 1960-    | ca. 1978  |                                               |
| Nijmegen        | De Beuken, Hees (Nijmegen) |                       | 1950-    | 1959+     |                                               |
| Nijmegen        | internaat Sonneville, Kerkstraat |                       | 1960-    | 1983+     |                                               |
| Nijmegen        | kindertehuis De Winckelsteegh |                       | 1972-    | 1982+     |                                               |
| Nijmegen        | internaat Huize Berk en Beuk St. Maartens(& -school), Hengstdal 3 |                       | 1957-    | 2010+     |                                               |
| Nijmegen        | Paedologisch Instituut St. Jozef, Hengstdal Dagverblijf meisjes in 't kinderhuis Zusters van de Choorstraat |                       | 1957-    | 2010+     |                                               |
| Nijmegen        | R.K. jongenspensionaat "De Westerhelling" van de Paters Maristen, Sophiaweg 8 |                       | 1962-    | 1973+     | Maristen                                      |
| Nijmegen        | Pensionaat Jonkerbosch (blo-school en later lts en lagere tuinbouwschool) Broeders van Liefde, Weg door Jonkerbosch |                       | 1935     | 1980      |                                               |
| Nijmegen        | Sint Nicolaas (schippersinternaat) door de broeder van Maastricht later Stichting de Meander, Oude Mollenhutseweg 23 en Antoinette van Pinxterenlaan naar Waalsprong |                       | 1937     | nu        | Sint Nicolaas internaat stg. Meander          |
| Nijmegen        | Chr. schippersinternaat "De Sterrenschans, Ubbergseveldweg 19 |                       | 1969     | 2000      |                                               |
| Nunspeet        | "De Ketelaar" |                       | 1957-    | 1960+     |                                               |
| Nunspeet        | internaat "De Berenbos" |                       | 1954-    | 1974+     |                                               |
| Nunspeet        | kindertehuis 't Boschhuis Groenelaantje 40 8072DD Nunspeet (nu Dr. A. Verschoorschool) |                       | 1925-    | 1976+     |                                               |
| Nunspeet        | kinderkolonie "Onze Woning" |                       | 1940-    | 1960+     |                                               |
| Nunspeet        | kindertehuis De Heuvels |                       | 1947-    | 1980+     |                                               |
| Nunspeet        | B.J.-internaat / kamp Valentijn, Ericaweg 2 |                       | 1957-    | 1995+     |                                               |
| Nunspeet        | B.J. tehuis De Wiltsangh |                       | 1946     | 1949      | Het open archief                              |
| Oosterbeek      | St. Paula Stichting (van 1931-1966 te Utrecht) tehuis voor ongehuwde moeder en haar kind Kleine Zusters van de Heilige Joseph van Heerlen van 1966 tot 1980, Nico Bovenweg 44 |                       | 1966     | 1980+     | Kl. Zst. v.d. H. Joseph[dode link]            |
| Oosterbeek      | De Overstap |                       | 1962-    | 1970+     |                                               |
| Oosterbeek      | J.P. Heijestichting |                       | 1956-    | 1978+     |                                               |
| Rekken          | internaat De Marke |                       | 1976-    | 2006+     |                                               |
| Scherpenzeel    | jongens- en meisjesinternaat Huis Scherpenzeel, Burg Royaardslaan 1 | m.o.                  | 1957-    | 1969      |                                               |
| 's-Heerenberg   | Hollandse Zending Seminarie in Huis Bergh | w.o.                  | 1799     | 1842      |                                               |
| 's-Heerenberg   | Juvenaat Don Rua (internaat & kleinseminarie) van de order der Salesianen van Don Bosco | m.o.                  | 1959     | 1971      | Don Bosco Nederland                           |
| Silvolde        | Pensionaat Sint Clara van de Zusters Franciscanessen van Heythuysen onder andere opleiding gezinszorg en huishoudonderwijs, Kerkenstraat 3 Wisch |                       | 1862     | 1950      | Franciscanessen[dode link]                    |
| Rheden          | B.J.-tehuis "Kruishorst" |                       | 1946     | 1949      |                                               |
| Tiel            | Burgerweeshuis, Hoogeinde, sinds 1905 Achterweg 11 |                       | 1905-    | jaren 60  |                                               |
| Twello          | instituut 't Wezenveld; internaat de order der Salesianen van Don Bosco sinds 1988 o.v. dhg |                       | 1937+    | 2007      | Don Bosco Nederland                           |
| Twello          | internaat Het Hunderen, Hunderenslaan 7 |                       | 1985-    | 1992+     |                                               |
| Twello          | internaat Sperlette, Binnenweg |                       | 1961-    | 1978+     |                                               |
| Twello          | internaat De Witte Brug, Rijksstraatweg 25 |                       | 1968-    | 1980+     |                                               |
| Ubbergen        | Roelant / Berk en Beukschool, Hengstdal 3 |                       | 1956-    | 2006+     |                                               |
| Ubbergen        | internaat Notre Dame des Anges; Pensionnat Francais & MMS Kanunnikessen van de H. Augustinus | m.o.                  | 1927-    | 1965+     |                                               |
| Ugchelen        | Juvenaat Don Bosco van de order der Salesianen van Don Bosco | m.o.                  | 1937     | 1962+     | Don Bosco Nederland                           |
| Velp            | internaat "De goede Herder of Larenstein" Meisjes van 0 tot 20 Zusters van de Goede Herder |                       | 1892     | 1973      |                                               |
| Velp            | meisjesinternaat "Sancta Maria" later de "De Terp" op Larenstein |                       | 1967-    | 1981      |                                               |
| Velp            | meisjesinternaat Villa "de Drempel", Daalhuizerweg 8 |                       | 1964-    | 1992+     |                                               |
| Vierhouten      | kindertehuis "De Kloek" |                       | 1956     | 1963+     |                                               |
| Vierhouten      | kinderkolonie "St. Willibrord" Herwonnen Levenskracht |                       | 1945-    | 1966+     |                                               |
| Voorthuizen     | kinderkolonie "Groot Dennenlust" | voorst huize de Beele | 1937-    | 1967+     |                                               |
| Warnsveld       | Huize Sint Michael |                       | 1951-    | 1967+     |                                               |
| Wehl            | Pensionaat (jongens) Sint Martinus door de Broeders van Maastricht (lagere school en de landbouwschool), Raadhuisplein 100 | l.o.                  | 1934-    | 2005-     |                                               |
| Wehl            | internaat Maria Stichting Zusters van Julie Postel, Nieuw Wehlseweg 20 Nieuw-Wehl |                       | 1934     | 1963      | zusters van Julie Postel                      |
| Wilp            | Huize de Lathmer Z opleiding, Lathmerweg 4 |                       | 1967-    | 2000+     |                                               |
| Zaltbommel      | Weeshuis der Hervormden, Kerkeplein |                       | 1590     | 1771+     |                                               |
| Zaltbommel      | St. Antonius internaat, Nieuwstraat |                       | 1944-    | 1957+     |                                               |
| Zetten          | Lingewal / Karakter Groep |                       | 1982-    | 1989+     | Karakter                                      |
| Zetten          | P.C. internaat "Het Lentehuis" meisjes van 16 tot 21 "de Til" en het "Witte huis" (zendings- en huishoudschool Christine Hermine) Heldring Stichting, Wageningsestraat |                       | 1957-    | 1968+     |                                               |
| Zetten          | De Klomp |                       | 1989-    | 1990+     |                                               |
| Zevenaar        | St. Stanislaus, Juvenaat Sint Stanislaus door de broeders van Maastricht, Babberichseweg 23 | m.o.                  | 1939-    | 2002+     |                                               |
| Zutphen         | "Burgerweeshuis" is in 1564 gesticht aan de Waterstraat, hoek 's-Gravenhof. In 1663 verhuisde het naar het voormalige vrouwenconvent "Het Rondeel", daarna heeft het nog verschillende andere locaties gehad als laatste op de IJsselkade (Het "Assenhuys" vroegere Weeshuis en "Huize van de Kasteele" was ook vroeger een weeshuis vanaf 1568/71) |                       | 1564     | 1970      | Zutphense weeshuizen                          |
| Zutphen         | protestants "Gebroeders Bakkers Weeshuis" |                       | 1850     |           |                                               |
| Zutphen         | H. Hubertus weeshuis Zusters van Liefde van Tilburg, Isendoornstraat |                       | 1851+    |           | Zusters van Liefde                            |

### Provincie Groningen
| plaats              | naam, organisatie(s) en archief                                                                               | schooltype | vanaf    | tot   | info & links                 |
| ------------------- | --- | ---------- | -------- | ----- | ---------------------------- |
| Ter Apel            | Gemeentelijk internaat, Sellingerstraat 75                                                                    |            | 1955-    | 1987+ |                              |
| Delfzijl            | internaat 'Abel Tasman' van de Dagnijverheidsschool "Oranje Nassau" weekschool voor de kust- en binnenvaart   | m.o.       | 1946     | 1991  | DNS Delfzijl[dode link]      |
| Delfzijl            | tehuis Delfzijl                                                                                               |            | 1945-    | 1946+ |                              |
| Glimmen             | Kooikamp (1946-1969) & Vijverberg (1969-                                                                      |            | 1946     | 1969+ | Kooikamp & Vijverberg        |
| Groningen           | Rode Weeshuis of Burgerweeshuis                                                                               |            | 1599     | 1961  |                              |
| Groningen           | Groene Weeshuis                                                                                               |            | 1621     | 1960  |                              |
| Groningen           | Blauwe Weeshuis; 1673 werden het Groene en het Blauwe Weeshuis samengevoegd later het Groene Weeshuis genoemd |            | 1660     | 1673  |                              |
| Groningen           | internaat van de Nutskweekschool groningen                                                                    |            | 1847     |       |                              |
| Groningen           | Eemskanaal zz 9, van mej. Frederika Johanna van der Baan                                                      |            | 1935-    | 1958+ |                              |
| Groningen           | Doorgangshuis (1882-1974), HelperHaven (1974 - 1982) & Ons Nestje                                             |            | 1882     | 1982  |                              |
| Groningen           | Hervormd opleidingsinternaat gezinsverzorging, verlengde Heereweg 173                                         |            | 1962-    | 1966+ |                              |
| Groningen           | internaat de Rank, verlengde Heereweg 177                                                                     |            | 1946-    | 1980+ |                              |
| Groningen           | B.J-tehuis Verlengde Heereweg 192                                                                             |            | 1946     | 1947  |                              |
| Groningen           | Effatha Guyot Zorg, Bordewijklaan                                                                             |            |          | nu    | Kentalis Groep               |
| Groningen           | tehuis Grote Appelstraat 33                                                                                   |            | 1945-    | 1946+ |                              |
| Groningen           | Vereniging Kinderzorg, Emmasingel 14                                                                          |            | 1945-    | 1946+ |                              |
| Groningen           | tehuis Mesdagplein, Emmasingel 17-17a                                                                         |            | 1945-    | 1946+ |                              |
| Groningen           | tehuis Folkingestraat                                                                                         |            | 1945-    | 1946+ |                              |
| Groningen           | Schippersinternaat Prinses Marijke, Goeman Borgesiuslaan                                                      | geen       | jaren 50 | nu    | Prinses Marijke Stg. Meander |
| Haren               | Tuchtschool, Rijksstraatweg                                                                                   |            | 1905     | 1922  |                              |
| Haren               | Bisschoppelijk kleinseminarie Liudger Convict Bisdom Groningen, Rijksstraatweg 361                            | m.o.       | 1961-    | 1968+ |                              |
| Haren               | Esserberg internaat Jezuïeten, Rijksstraatweg 24                                                              |            | 1946     | 1965  |                              |
| Haren               | Maria Christina                                                                                               |            | 1964-    | 1974+ |                              |
| Haren               | internaat Wijmenga, Rijksstraatweg                                                                            |            | 1961-    | 1983+ |                              |
| Hoogezand-Sappemeer | "Instituut Hommes" gemeentelijk internaat voor Lyceum                                                         |            | 1909-    | 1975  |                              |
| Schildwolde         | Klein Ekenstein (jongeren internaat), Hoofdweg 100                                                            |            |          | nu    | Klein Ekenstein              |

### Provincie Limburg
| plaats              | naam, organisatie(s) en archief | schooltype | vanaf  | tot       | info & links                                                      |
| ------------------- | --- | ---------- | ------ | --------- | ----------------------------------------------------------------- |
| Arcen               | Juvenaat St. Paul Missionarissen van Mariannhill, Rijksweg of Klein Vink 1 | m.o.       | 1911   | 1985      |                                                                   |
| Baexem              | tehuis St. Magdelena door Dominicanessen |            | 1946-  | 1948+     | Dominicanen Nl                                                    |
| Bemelen             | groot-Seminarie Sociëteit voor Afrikaanse Missiën |            |        |           |                                                                   |
| Brunssum            | internaat van de Zusters Franciscanessen van Heythuysen, Kloosterstraat 15 of 54 |            | 1860   | 1921      | Franciscanessen[dode link]                                        |
| Brunssum            | groot-Seminarie Theologicum door de Karmelieten in de voormalige St. Clemensabdij, Brunssum-Merkelbeek |            | 1923   | 1933+     | Karmel.                                                           |
| Bunde               | Huize "Overbunde" R.K. meisjespensionaat en vanaf 1932 ook koloniehuis van de Zusters Franciscanessen van Heythuysen van 1876 tot 1977, Kloosterweg 58 |            | 1876   | 1979+     | Huize Overbunde[dode link] Franciscanessen[dode link]             |
| Cadier en Keer      | voogdijgesticht jongensinternaat Huize St. Jozef (st joep) Priestercongregatie van het Heilig Hart van Jezus, Stichting Jeugdzorg St. Joszef Margraten, JJI het Keerpunt, Pater Kustersweg 8                                                                                |            | 1912   | 1988+     |                                                                   |
| Cadier en Keer      | Huize Sint-Gerlach, Pater Kustersweg 24 |            | 1979-  | 1982+     |                                                                   |
| Cadier en Keer      | Huize Sint-Josef, Akersteenweg |            | 1942-  | 2005+     |                                                                   |
| Echt                | internaat Bisschoppelijke Kweekschool Ursulinen van de Romeinse Unie in 1921 verplaatst naar Roermond, Wijnstraat 7 of 9 | m.o.       | 1836   | 1921      |                                                                   |
| Echt                | B.J. tehuis "Lilbosch" |            | 1946   | 1949      |                                                                   |
| Echt                | Sint Bernarduscollege voor de vorming van toekomstige priesters (klein-semenarie ?) en kloosterlingen (Juvenaat?) van de Trappisten |            | 1905   | 1942      |                                                                   |
| Eckelrade           | internaat Zusters van Barmhartigheid van Geldrop, Linderweg 36 (Klompenstraat 1 na straatnaamwijziging) |            | 1903   | 1987      |                                                                   |
| Eijsden             | R.K. Meisjes Pensionaat Sint Angela / Zr. Urseline Ursulinen van de Romeinse Unie, Breusterstraat 27 |            | 1949-  | 1949+     |                                                                   |
| Geleen              | Pensionaat "St. Josef" v.d. Arme Dienstmaagden van Jezus Christus, Geenstraat 30 |            | 1942-  | 1999+     |                                                                   |
| Grevenbicht         | St. Jozef internaat, Havenstraat |            | 1959-  | 1981+     |                                                                   |
| Gronsveld           | St. Nicolaas internaat Broeders van Maastricht, Rijksweg Rijckholt |            | 1942   | 1948      |                                                                   |
| Grubbenvorst        | Sint Angela & Pensionaat La Providance (Bisweide) Ursulinen van de Romeinse Unie, Schoolstraat |            | 1879   | 1975      |                                                                   |
| Grubbenvorst        | Pensionaat Ursuline / De Voorzienigheid ULO V.G.L.O. Lagere school Ursulinen van de Romeinse Unie (klooster La Providence), Kloosterstraat |            | 1859   | 1974      |                                                                   |
| Haelen              | Juvenaat Missionarissen van Mill Hill, kasteel Aldengoor | m.o.       | -      | 1974      |                                                                   |
| Heel                | Huize Klein Bethlehem door de zusters Dominicanessen van het Allerheiligste, Dorpstraat 65 |            | 1930-  | 1981+     | Dominicanen Nl                                                    |
| Heel                | St. Anna (Zorg voor zwakzinnigen) Kleine Zusters van de Heilige Joseph van Heerlen van 1879 tot ? |            | 1879   | 1946+     | De kl. Zst v.d. H. Joseph                                         |
| Heel                | Huize St. Joseph |            | 1952-  | 1995+     |                                                                   |
| Heer (Maastricht)   | internaat St. Jozef te Heer, pater Kusterweg |            | 1949-  | 2006+     |                                                                   |
| Heer (Maastricht)   | Huize St. Gerlach juvenaat Broeders van het Heilig Hart | m.o.       | 1948-  | 1952+     |                                                                   |
| Heer (Maastricht)   | De Burgt |            | 1963-  | 1965+     |                                                                   |
| Heerlen             | Gereformeerd Weeshuis sinds 1956 Protestants Kinderhuis |            | 1641   | 1956+     |                                                                   |
| Heerlen             | St. Jozephgesticht (opvoeding, verzorging en onderrichting van ouderloze kinderen) door de Kleine Zusters van de Heilige Joseph van Heerlen (1872-2008) (Joseph-Savelbergklooster Moederhuis en kapel Gasthuisstraat)                                                       |            | 1869   | 1922+     | Savelbergklooster                                                 |
| Heerlen             | internaat van de R.K.Vereeniging Moederschapzorg (Vroedvrouwenschool) sinds 1913 Stichting, in 1993 verhuisd naar Kerkrade en vandaar in 2004 naar Maastricht, 1909-1923 en Hooghees (1923-1993)                                                                            |            | 1909   | 1993      | Vroedvrouwenschool Heerlen Elisabethskliniek / Vroedvrouwenschool |
| Heerlen             | internaat van de kweekschool Zusters Franciscanessen van Heythuysen |            | 1875   | 1975      | Franciscanessen[dode link]                                        |
| Heerlen             | Moederschapsheil / kinder-doorgangshuis |            |        |           |                                                                   |
| Heerlen             | De Dennenheuvel |            | 1979-  | 1982+     |                                                                   |
| Heerlen             | B.J.-internaat Limburg |            | 1989   | nu        |                                                                   |
| Heibloem            | Sint-Aloysiusgesticht en Stokershorst jongeninternaat Broeders van Onze Lieve Vrouw van Zeven Smarten Amsterdam |            | 1852   | 1952      |                                                                   |
| Heibloem            | De Heibloem internaat Broeders van Amsterdam, Aan de Heibloem 5 |            | 1852   | 1956      |                                                                   |
| Heibloem            | Jongensdorp "De Widdonck (1956-1963) en sinds 1963 "De Widdonck" internaat voor jeugdigen van 4 tot 18 jaar, Meijelseweg 3a |            | 1956   | nu        | De Widdonckde Widdonck voor oud en huidige bewoners               |
| Heythuysen          | internaat van Dominicanessen van Bethanië |            | 1908-  | 1965+     | Dominicanen Nl                                                    |
| Hoensbroek          | Kindertehuis Koningin Emma (nu Stg.), Kouverderstraat (1936- ) en Kampstraat 90 {archief: Nat. Archief WIJN 2.19.107} |            | 1936-  | 1982+     |                                                                   |
| Horn                | jeugddorp Bethanië Horn Dominicanessen van Bethanië van Venlo (1960-1983) |            | 1960   | 1988-     | Dominicanen Nl                                                    |
| Horst               | kleinseminarie College voor Late Roepingen later College Nazareth van de Missionarissen van de H. Familie (Missiehuis Nazareth) | m.o.       | 1954   | 1966      |                                                                   |
| Kerkrade            | Bisschoppelijk Kleinseminarie Rolduc de Heyendahllaan | m.o.       | 1831   | 1971      |                                                                   |
| Kerkrade            | Jongenspensionaat 'St. Maria ter Engelen' Bleijerheide, Franciscanen |            | 1952-  | 1970+     |                                                                   |
| Kerkrade            | jongenspensionaat en juvenaat Bleijerheide Franciscanen, Lager- en Ambachtelijk onderwijs later ook ULO, MULO en MAVO onderwijs, Monseigneur van Gilsstraat | l.o./m.o.  | 1877+  | 1988      |                                                                   |
| Kerkrade            | pensionaat "Sint Maria ter Engelen" broeders Franciscanen, |            | 1950-  | 1960+     |                                                                   |
| Kerkrade            | Klein Seminarie Rolduc, Heyendahllaan 82 |            | 1831   | 1946/1970 |                                                                   |
| Kerkrade            | Groot-Seminarie Rolduc, Heyendahllaan 82 |            | 1974   | nu        |                                                                   |
| Kerkrade of Venlo   | Kappi Eche weeshuis (& nonnenklooster) |            | 1945-  | 1955+     |                                                                   |
| Klimmen             | internaat De Kruisboom, Klimmenderstraat |            | 1952-  | 1983+     |                                                                   |
| Koningsbosch        | internaat kweekschool Liefdezusters van het Kostbaar Bloed |            | 1957-  | 1968      |                                                                   |
| Koningsbosch        | Kostschool & Huishoudschool, Kerkstraat |            | 1944-  | 1981+     | Koningsbosch                                                      |
| Leeuwen             | groepshuis gemengde groep (4-18), Daalakkerweg 10 A/B (onderdeel van Huize Klein Bethlehem te Heel) |            | 1980-+ | ????      |                                                                   |
| Limmel (Maastricht) | Marienwaard |            | 1960-  | 1970+     |                                                                   |
| Maasbracht          | Prins Bernhard internaat, Sintelstraat |            | 1954-  | 2004+     |                                                                   |
| Maasbracht          | R.K.Schippersinternaat De Maasvaart Zusters van Liefde (Schijndel), Kloosterstraat 2 |            | 1932   | 1968      |                                                                   |
| Maasbracht          | Schippersinternaat De Prinsenvaart, Stevensweerterweg 26 | geen       | 1962-  | nu        | De Prinsenvaart stg. Meander                                      |
| Maastricht (Amby)   | Huize Severen |            | 1958-  | 1994+     |                                                                   |
| Maastricht          | Huize in de Nieuwenhof |            | 1962-  | 1992+     |                                                                   |
| Maastricht          | "Pedo-therapeutisch internaat" voor meisjes en niet-gehuwde moeders met kraam-, baby- en peuterafdeling door de Zusters van Barmhartigheid van Maastricht, Capucijnenstraat 45 Amby                                                                                         |            | 1856   | 1965+     |                                                                   |
| Maastricht          | Het kinder-doorgangshuis |            | 1945-  | 1959+     |                                                                   |
| Maastricht          | Doorgangshuis voor ongehuwde moeders (FIOM-huis) Zusters Franciscanessen van Heythuysen, Sint Maartenspoort 2 |            | 1967   | 1971      | [ 4 ]                                                             |
| Maastricht          | voogdijgesticht / jongensinternaat Huize Sint-Joseph, Priesters van het H. Hart van Jezus |            | 1949-  | 1961+     |                                                                   |
| Maastricht (Limmel) | Pensionaat OL Vrouw van Nazareth (Klooster Lorette en lagere school) van de Ursulinen van de Romeinse Unie (Convent de Nazareth des Urselines de Jésus) | l.o.       | 1950   | 1974      |                                                                   |
| Maastricht          | Juvenaat Sint-Stanislas, Tongerseweg 135 | m.o.       | 1951-  | 1966+     |                                                                   |
| Maastricht          | Juvenaat Oud-Vroenhoven van de Broeders van Maastricht, Tongerseweg 135 | m.o.       | 1968-  | 1969+     |                                                                   |
| Merkelbeek          | groot-seminarie en apostolische school Merkelbeek van de orde der Karmelieten | w.o.       | 1922   | ca. 1968  | Karmel.                                                           |
| Mook                | internaat (Bethanie Klooster Observatiehuis) "Sint Dominicus" van de Dominicanessen van Bethanië, jachtslot Mookerheide Heumensebaan 2 |            | 1946   | -         | Dominicanen Nl                                                    |
| Mook                | internaat van de kweekschool "Maria Immaculata" door de Zusters Franciscanessen van Heythuysen na verwoesting in 1944 (klooster Maria 1848-1944) verplaatst naar Heerlen, Rijksweg 36                                                                                       |            | 1870   | 1944      | Franciscanessen[dode link]                                        |
| Mook                | internaat voor de Rijn- en binnenvaartschool, Rijksweg 38 (in het gebouw van de oude kweekschool) |            | 1977   | 1993      |                                                                   |
| Mook                | kleinseminarie en internaat St. Gabriëlcollege van de paters Passionisten, Molenhoek Stationsstraat, Mook Rijksweg 36 | m.o.       | 1907   | 1974      |                                                                   |
| Mook                | kleinseminarie en internaat Villa Eldorado van de Congregatie der Missionarissen van Mariannhill, Mook Rijksweg 19 | m.o.       | 1959   | 1962      |                                                                   |
| Munstergeleen       | kindertehuis Huize Abshoven door de zusters Dienaressen van het Heilig Hart, Abshoven 27 |            | 1901   | 1992+     | Huize Abshoven                                                    |
| Nederweert          | Opvoedingsgesticht en jongensinternaat "Sint Vincentiushuis" en vakschool van de Broedercongregatie Onze-Lieve-Vrouw van Zeven Smarten Amsterdam, landgoed Stokershorst, Venloseweg 1                                                                                       |            | 1900   | 1940      |                                                                   |
| Nederweert          | internaat voor schipperskinderen door de Zusters Franciscanessen van Heythuysen, Schoolstraat 9 |            | 1900   | 1933      | Franciscanessen[dode link]                                        |
| Ottersum            | internaat voor Duitse meisjes Zusters van de Goddelijke Voorzienigheid (Tegelen) |            | 1882   | 1944      | Zusters v/d G.V.                                                  |
| Pey                 | Abdij Lilbosch 1884 Juvenaat en St. Bernarduscollege voor priesterstudenten van 1905 tot 1942 Cisterciënzers van de Strenge Onderhouding, Pepinusbrug 6 | m.o./w.o.  | 1884   | 1942+     |                                                                   |
| Posterholt          | meisjesinternaat van de Landbouwhuishoudschool Ursulinen van de Romeinse Unie (klooster Notre Dame du bon secours) | m.o.       | 1853   | 1974      |                                                                   |
| Reuver              | Pensionaat St. Jozef / v.h. H. Hart MULO meisjesschool, Rijksweg | m.o.       | 1948-  | 1974+     |                                                                   |
| Reuver              | internaat R.K. kweekschool "H. Hart" voor onderwijzers van de Dominicanessen van de H. Catharina van Siëna | m.o.       | 1948-  | 1965+     | Dominicanen Nl                                                    |
| Roermond            | meisjes (8-16) weeshuis, Jesuïetenstraat |            | 1649   |           |                                                                   |
| Roermond            | jongens weeshuis (en Oud-Manhuis), |            | 1596-  | 1795+     |                                                                   |
| Roermond            | Grootseminarie van het bisdom Roermond | w.o.       | 1841   | 1972      |                                                                   |
| Roermond            | Internaat Bisschoppelijk College Roermond, Heinsbergerweg 184 | m.o.       | 1851   | 1993      | Voormalig internaat Bisschoppelijk College Roermond               |
| Roermond            | ‘De Steenen Trappen’ pensionaat met kweekschool (1875-1908) en weeshuis(‘voogdij-instituut') voor meisjes (1908-1994) van de Zusters van het Arme Kind Jezus, Neerstraat | m.o.       | 1875   | 1994      |                                                                   |
| Roermond            | Clara Fey meisjesinternaat meisjes 11-18, specialistische problematiek, drie afdelingen (leefgroep, woongroep, kamertrainingsgroep), Neerstraat | m.o.       | 19xx   | 1994+     |                                                                   |
| Roermond            | internaat Bisschoppelijk kweekschool Roermond later Fontys Pabo (van 1836-1921 in Echt), Willem II-singel 1921-196x (gesloopt in 1975) {archief 1836-2009: Het Gemeentearchief Roermond}                                                                                    | m.o.       | 1921   | 196x      |                                                                   |
| Roermond            | Pensionaat St. Louis van de Broeders van Maastricht later verhuisd naar Amersfoort |            | 1840   | 1910+     |                                                                   |
| Roermond            | kindertehuis Huize St. Jospeh Broeders van de Christelijke Scholen |            | 1919   | 1967+     |                                                                   |
| Roermond            | internaat (en klooster) van het St. Ursulalyceum (HBS)) van de Ursulinen van de Romeinse, Voogdijstraat 10 | m.o.       | 1934-  | 1979+     |                                                                   |
| Roermond            | Pensionaat St. Salvator |            |        |           |                                                                   |
| Roermond            | OLV Hemelvaart weeshuis Zusters van Liefde van Tilburg |            |        |           | Zusters van Liefde                                                |
| Roermond            | Missionair (Groot-)seminarie 'Redemptoris Mater' | w.o.       | 2003   | 2010      | Redemptoristen nl                                                 |
| Roermond            | internaat College voor Latijns-Amerika, Heinsbergerweg 2 | m.o.       | 1965-  | 1974+     |                                                                   |
| Schaesberg          | Huize Nazareth (weeshuis) door de Kleine Zusters van de Heilige Joseph van Heerlen van 1873 tot 1908 |            | 1873   | 1908+     | Kl. Zst. v.d. H. Joseph[dode link]                                |
| Schimmert           | Pensionaat Du Sacré Coeur van de Dochters der Wijsheid, Op de Bies 54 |            | 1881   | 1969+     | Dochters der Wijsheid                                             |
| Schimmert           | Ste. Marie kleinseminarie (1881-1950) Seminarie (1950-1973) van de Montfortanen, Op de Bies 33 |            | 1881   | 1973      | Ste Marie[dode link]                                              |
| Simpelveld          | Juvenaat St. Stanislaus, Klooster van Witte Paters | m.o.       | 1945-  | 1945+     |                                                                   |
| Simpelveld          | Arm kindje Jesus Huize Loreto Kloosterstraat 68 |            | 1938-  | 1985+     |                                                                   |
| Sint Odiliënberg    | Juvenaat Reguliere Kanunnikessen van het Heilig Graf, Aan de Berg 3 | m.o.       | 1989   | 1966+     | Reg. Kanunnikessen v/h H. Graf                                    |
| Sittard             | meisjes Pensionaat des Ursulines van de Ursulinen van de Romeinse Unie (MMS en later Gymnasium), Huis op de Berg aan de Oude Markt | m.o.       | 1843   | 1949+     |                                                                   |
| Sittard             | internaat Aloysius College Jezuïeten, Oude Markt (in 1900 voortgezet in Nijmegen als Canisius College) |            | 1851   | 1900      | Jezuïeten                                                         |
| Sittard             | internaat Bisschoppelijk College Sittard |            | 1929-  | 1929+     |                                                                   |
| Sittard             | internaat Missiecollege St. Franciscus Solanus door de Franciscanen, Oude Markt 1 | m.o.       | 1938-  | 1938+     |                                                                   |
| Sittard             | internaat voor de opleiding van kraamverzorgende |            |        |           |                                                                   |
| Sittard             | kindertehuis Kollenberg Karmelitessen |            | 1947-  | 1949+     | Karmel.                                                           |
| Sittard             | Studiecentrum Sittard (internaat) Jezuïeten |            | 1972-  | 1978+     | Jezuïeten                                                         |
| Spekholzerheide     | internaat Zusters van de Goddelijke Voorzienigheid (Tegelen) | m.o.       |        | 1968-     | Zusters v/d G.V.                                                  |
| Steyl               | Seminarie later naar Uden en Juvenaat Missionarissen van het Goddelijk Woord | w.o./m.o.  | 1875   | 1975      |                                                                   |
| Steyl               | Pensionaat St. Joseph Zusters van de Goddelijke Voorzienigheid, Waterloostraat 18 |            | 1876   | 1975      | Zusters v/d G.V.                                                  |
| Tegelen             | Sint Antonius Pensionaat voor verpleegsters en meisjes Zusters van Onze Lieve Vrouw van Amersfoort |            | 1927   | 1983      | Zusters van O.L. Vrouw                                            |
| Urmond              | kleinseminarie Christus Koning van de Minderbroeders Conventuelen vanuit Wijnandsrade (1928-1958), Sint Antoniusplein 2 | m.o.       | 1958   | 1970      |                                                                   |
| Urmond              | Huize Jongenshof |            | 1973-  | 1974+     |                                                                   |
| Vaals               | Pensionaat Sacré Coeur Bloemendaal Sociëteit van het H. Hart van Jezus |            | 1965-  | 1965+     |                                                                   |
| Valkenburg          | kleinseminarie, juvenaat en internaat Ravensbos Missionarissen Oblaten OMI, Ravensbos 1 | m.o.       | 1947-  | 1988+     |                                                                   |
| Valkenburg          | St. Jozef instituut |            | 1947-  | 1966+     |                                                                   |
| Valkenburg          | De Dwingelberg |            | 1968-  | 1986+     |                                                                   |
| Venlo               | internaat Zusters van Liefde Tilburg, Mgr. Zwijsenstraat 2 | p.o./l.o.  | 1856   | 1970      | Zusters van Liefde                                                |
| Venlo               | internaat Sint Thomascollege Augustijnen (ook Juvenaat), Hogeweg 24 (1929-1924) en internaathuis Kleine Beekstraat (1924-1972) | m.o.       | 1920   | 1972      |                                                                   |
| Venlo               | internaat van kweekschool van de Zusters van de Goddelijke Voorzienigheid (Tegelen) |            |        | 1970      | Zusters v/d G.V.                                                  |
| Venlo               | Huize Lataste meisjesinternaat van Dominicanessen van Bethanië van Venlo. In 1983 vond een fusie plaats tussen Huize Lataste en het eveneens in Venlo gehuisveste Nazareth. Samen vormden zij de Stichting Jongerenhulp - Opvang en Begeleiding (SJOB), Kaldenkerkerweg 463 |            | 1947   | 1998+     | Dominicanen Nl                                                    |
| Venlo               | Huize Nazareth internaat, Straelseweg |            | 1948-  | 1998+     |                                                                   |
| Venray              | Gymnasium / Lyceum Immaculatae Conceptiones juvenaat OFM Venray door de Franciscanen, leun(en)seweg | m.o.       | 1949-  | 1990+     |                                                                   |
| Venray              | Pensionaat Jérusalem Ursulinen van de Romeinse Unie |            | 1838   | 1974      |                                                                   |
| Venray              | Huize St Servatius, Stationsweg |            | 1963-  | 1998+     |                                                                   |
| Vlodrop             | B.J.-tehuis St. Lodewijk |            |        |           |                                                                   |
| Weert               | Kleinseminarie en Missiehuis St. Jozef van de Congregatie van de H. Geest, Coenraad Abelsstraat 36 | m.o.       | 1913-  | 1973+     |                                                                   |
| Weert               | Pensionaat Sint Ursula Ursulinen van de Romeinse Unie, Langstraat 20 |            | 1954-  | 1976+     |                                                                   |
| Weert               | Pensionaat Sint Louis internaat van de broeder van Maastricht, Schoolstraat |            | 1916-  | 1974+     |                                                                   |
| Weert               | internaat Bisschoppelijk College Weerd |            | 1648   | 1984+     |                                                                   |
| Weert               | H. Hieronymus weeshuis Zusters van Liefde van Tilburg |            |        |           | Zusters van Liefde                                                |
| Wellerlooi          | Juvenaat, St. Joseph Broeders van Amsterdam (afk. van Voorhout) | m.o.       | 1932   | 1980-     |                                                                   |

### Provincie Noord-Brabant
| plaats               | naam, organisatie(s) en archief | schooltype   | vanaf          | tot        | info & links                            |
| -------------------- | --- | ------------ | -------------- | ---------- | --------------------------------------- |
| Aarle-Rixtel         | Pensionaat "Marïengaarde" Zusters van Liefde van Tilburg (meisjesschool), Bosscheweg 16 (nu 20) |              | 1856           |            | Zusters van Liefde                      |
| Baarle-Nassau        | Juvenaat Broeders van de Christelijke Scholen | m.o.         | 1908           | 1985-      |                                         |
| Bakel                | kindertehuis sanatorium "Sint-Jozefsheil" Zusters van de Goddelijke Verlosser |              | 1951           | 1986       | Zusters v/d G.V. Sint-Jozefsheil        |
| Bavel                | internaat de Schorsmolen, Leuvenaarstraat 12 |              | 1994-          | 2008+      |                                         |
| Berlicum             | Bisschoppelijk Kleinseminarie van het Bisdom 's-Hertogenbosch verhuisd naar Sint-Michielsgestel | m.o.         | 1815           | 1817       |                                         |
| Bergen op Zoom       | Stads wees- en armkinderhuis |              | 1699           | 1969       |                                         |
| Bergen op Zoom       | Protestants weeshuis |              | 1857           | 1977       |                                         |
| Bergen op Zoom       | R.K. weeshuis |              | 1857           | 1967       |                                         |
| Bergen op Zoom       | Juvenaat (kleinseminarie = Gymnasium & internaat) "Heilig Hart" van de Priestercongregatie van het Heilig Hart van Jezus, per 1903 Antwerpsestraatweg, Buitenvest 54, Pater Dehonlaan 63 (verder als Gymnasium)                                          | m.o.         | 1900           | 1967       | Juvenaat                                |
| Bergen op Zoom       | internaat van de kweekschool van de Zusters Franciscanessen van Mariadal, Burgemeester van Hasseltstraat 2 |              | 1907           | 1980       | Franciscanessen[dode link]              |
| Bergen op Zoom       | Lievensberg (dependance van internaatschool Lievenshove, Oosterhout), Balsebaan |              | 1945           | 1962       |                                         |
| Bergen op Zoom       | B.J.-tehuis "Meilust" |              | 1946           | 1949       |                                         |
| Bergen op Zoom       | Huize Helena, Zoomweg 2 |              | 1969-          | 1971+      |                                         |
| Bergen op Zoom       | St. Antonius pensionaat, Burgemeester van Hasseltstraat 2 |              | 1952-          | 1979+      |                                         |
| Bergeijk             | internaat Huishoud-industrieschool/MULO Ursulinen van de Romeinse Unie | m.o.         | 1907-          | 1912+      |                                         |
| Berkel-Enschot       | Pensionaat Heilig Hart; Pensionaat van de Zusters van het Allerheiligste Hart van Jezus van Moerdijk |              | 1951-          | 1970+      |                                         |
| Best                 | internaat H. Hart |              | 1941-          | 1970+      |                                         |
| Best                 | pensionaat en een liefdesgesticht Nazareth Zusters van de Choorstraat |              | 1886           | 1970+      |                                         |
| Beugen               | Pensionaat Mariahof (meisjes) door de Liefdezusters van de H. Carolus Borromeüs ( -1964) daarna Zusters van Julie Postel Boxmeer (1964-1984), Hagelkruisstraat 19                                                                                        |              | 1948-          | 1984       | zusters van Julie Postel                |
| Breda                | St. Willibrodesgesticht (weeshuis, voogdijhuis en kindertehuis) van de Broeders van Huijbergen |              | 1890           | 1960+      | Br. v. Huijbergen                       |
| Breda                | Juvenaat St. Frans, Dr. Jan Ingenhouszplein 2 | m.o.         | 1950-          | 1983+      |                                         |
| Breda                | St. Magdalena (zorg voor ongehuwde moeder en haar kind) Kleine Zusters van de Heilige Joseph van Heerlen voor de St. Magdalena-stichting en R.K. Vereniging tot bescherming van meisjes, Willemstraat. Voortgezet in Ginneken onder de naam 'Moederheil' |              | 1915           | 1924       | Kl. Zst. v.d. H. Joseph[dode link]      |
| Breda                | weeshuis "De Mark" rusthuis en herstellingsoord voor kinderen, later kindertehuis en per 1928 internaat H. Rosa van Viterbo school (B.L.O.) Zusters Franciscanessen van Mariadal (1989-1975), Leuvenaarstraat 178                                        | l.o.         | 1989           | 1990+      | Franciscanessen[dode link]              |
| Breda                | internaat opleiding voor kleuteronderwijzeres van de Zusters Franciscanessen van Mariadal, Nieuwstraat 23-27 | m.o.         | 1920           |            | Franciscanessen[dode link]              |
| Breda                | Driesprong', Part. internaat, Oosterhoutseweg |              |                |            |                                         |
| Boxmeer              | Juvenaat Latijnse school (1707-1880) Karmelieten, Steenstraat 39 | m.o.         | 1653           | 1991+      | Karmel.                                 |
| Boxtel               | 't Zunneke kindertehuis, onderdeel van de voormalige Sprankel uit Veldhoven | p.o. en l.o. | 1981           | ????       |                                         |
| Boxtel               | weeshuis en meisjespensionaat Sint-Annagesticht of Liefdesgesticht Duinendaal door de Zuster J.M.J. uit Engelen, Duinendaal 12 later Achterberghstraat 18                                                                                                |              | 1862           | 1962       |                                         |
| Boxtel               | kindertehuis/kolonie St. Antoniusgesticht sinds 1933 St. Odulphusgesticht door de Zuster J.M.J., Gemonde |              | 1865           | 1966       |                                         |
| Boxtel               | Grootseminarie Het St.-Charles van de Witte Paters, Boscheweg | w.o.         | 1892           | 1966       |                                         |
| Boxtel               | internaat R.K. "St. Ursula" kweekschool, ULO en MMS Ursulinen van de Romeinse Unie (1908-1983), Nieuwe Kerkstraat |              | 1911           | 1955       |                                         |
| Boxtel               | Kleinseminarie (Gymnasium) en St. Theresis Missiehuis van de paters Assumptionisten in Kasteel Stapelen, per 1927 Prins Hendrikstraat 47-49 | m.o.         | 1915           | 1976       |                                         |
| Boxtel               | internaat Huize H. Franciscus de la Sales (voogdij- en regeringsjongens) van de Fraters van Tilburg (1921-1986) nu Stichting Saltho (j&m kindertehuis), Huize Jachtrust                                                                                  |              | 1923           | 1986+      | Fraters van Tilburg                     |
| Budel                | OLV van Overwinning weeshuis Zusters van Liefde van Tilburg |              |                |            | Zusters van Liefde                      |
| 's-Hertogenbosch     | Seminarie Bisdom 's-Hertogenbosch | w.o.         | ± 1600         | 1629       |                                         |
| 's-Hertogenbosch     | 1568-1629 Vondelingehuis, hoekhuis Clarastraat/Choorstraat |              | ± 1375         | 1629       |                                         |
| 's-Hertogenbosch     | (Gereformeerde) Burgerweeshuis |              | 1564/1629      |            |                                         |
| 's-Hertogenbosch     | Roomsch Armenweeshuis, Keizerstraat |              | 1778           |            |                                         |
| 's-Hertogenbosch     | Seminarie Bisdom 's-Hertogenbosch | w.o.         | 1798           |            |                                         |
| 's-Hertogenbosch     | St. Jozefhuis door de Broeders van Onze-Lieve-Vrouw van Lourdes |              | 1856           | 1972       | historie St. Jozefhuis                  |
| 's-Hertogenbosch     | internaat Bisschoppelijke kweekshool St. Joseph Fraters van Tilburg |              | 1920-          | 1959+      | Fraters van Tilburg                     |
| 's-Hertogenbosch     | weeshuis en internaat voor kinderen van rondtrekkende (kermisexploitanten) Zusters van de Choorstraat, Rijksweg 113 Orthen |              | 1890           | 1961       |                                         |
| 's-Hertogenbosch     | internaat kweekschool Concordia van de Zusters van de Choorstraat, Choorstraat |              | 1950-          | 1980+      |                                         |
| 's-Hertogenbosch     | internaat Sint Ursula door Zusters van JMJ, Kerkstraat 5 |              | 1842           | 1857       |                                         |
| 's-Hertogenbosch     | internaat Jezus Maria Jozef (JMJ), Choorstraat |              | 1950-          | 1980+      |                                         |
| 's-Hertogenbosch     | Pensionaat St. Marie Zusters van de Choorstraat, Choorstraat 7 naar Papenhulst 5 |              | 1920-          | 1979+      |                                         |
| 's-Hertogenbosch     | weeshuis H. Antonius van Padua Zusters van Liefde van Tilburg |              |                |            | Zusters van Liefde                      |
| 's-Hertogenbosch     | internaat "Kweekschool voor meisjes" van de Zusters van het Gezelschap Jezus, Maria en Jozef (JMJ), Mariënburg Sint Janssingel 90 (1899-1925 en St. Janssingel 21 (1925- )                                                                               |              | 1899           | 2005+      |                                         |
| 's-Hertogenbosch     | (groot-)Seminarie Sint-Janscentrum Bisdom 's-Hertogenbosch, Papenhulst 4 | w.o.         | 1987           | nu         |                                         |
| Den Dungen           | internaat voor schipperskinderen van de H. Antonius Zusters van Liefde (Schijndel) |              | 1931           | 1940       |                                         |
| Deurne               | Vakinternaat Vreekwijk (B.J. Brabant), Liesselseweg of Mr. De Jonghlaan 4 |              | 1948           | nu         | BJ Barabandt                            |
| Deurne               | Leefgroep en vakinternaat de "Pioniers" (B.J. Brabant), St. Josefstraat |              |                | nu         | BJ Barabandt                            |
| Deurne               | Kleinseminarie, St. Willibrord internaat juvenaat en Missiehuis (Deurne) van de paters S.V.D. Missionarissen van het Goddelijk Woord, Vlierdenseweg 109                                                                                                  | m.o.         | 1954           | 1981+      |                                         |
| Dongen               | R.K. huishoudinternaat Maria Ancilla, Hoge Ham |              | 1945-          | 1991+      |                                         |
| Dongen               | Pensionaat Sint Jozef Zusters Franciscanessen van Dongen Middelbare meisjesschool, Hoge Ham 25 | m.o.         | 1929-          | 1987+      | Franciscanessen[dode link]              |
| Dongen               | Juvenaat en internaat vanaf 1920 v.d. kweekschool St. Gerardus Majella door de Broeders van Onze-Lieve-Vrouw van Lourdes van Dongen, Gerardus Majellastraat 1                                                                                            | m.o.         | 1909           |            |                                         |
| Dongen               | internaat R.K.B. kweekschool St. Antonius van de Zusters Franciscanessen van Dongen | m.o.         |                |            |                                         |
| Dussen               | H. Petrus Stoel weeshuis Zusters van Liefde van Tilburg |              |                |            | Zusters van Liefde                      |
| Eersel               | "St. Jacobus-gesticht" R.K.-Gezondheidskolonie / -koloniehuis Zusters van Liefde van Jezus en Maria Moeder van Goede Bijstand en Huize De Kindervriend-Huize St. Jozef                                                                                   |              | 1948-          |            |                                         |
| Engelen              | Pensionaat van de Zusters JMJ |              | 1826           | 1953       |                                         |
| Eindhoven            | Pensionaat Eikenburg R.K. Broeders van Liefde, Aalsterweg |              | 1894           | 1996       | Website Eikenburg                       |
| Eindhoven            | internaat van het Gymnasium Augustinianum Augustijnen, Augustijnendreef 15 | m.o.         | 1899           | ca. 1969   |                                         |
| Eindhoven            | Pensionaat Sancta Ursula Ursulinen van de Romeinse Unie |              |                |            |                                         |
| Eindhoven            | weeshuis en Gezellenhuis Ons Thuis tot 1951 en internaat en verzorging slechthorende kinderen (vanaf 1951) Zusters van de Choorstraat (1931-1980) |              | 1931           | 1990+      |                                         |
| Eindhoven            | B.J.-tehuis St. Jozef |              | 1946           | 1949       |                                         |
| Eindhoven            | internaat 'De Vleugel', Oude Bosche Baan |              | 1984-          | 1987+      |                                         |
| Eindhoven            | St. Antoniushuis (weeshuis), Amstelstraat 20 |              | 1954-          | 1981+      |                                         |
| Eindhoven            | Huize St. Anna, Geldropseweg 13 |              | 1947-          | 1970+      |                                         |
| Eindhoven            | Huize de Haard, Poiterslaan 26 |              | 1968-          | 1984+      |                                         |
| Etten-Leur           | Altavista |              |                |            |                                         |
| Etten-Leur           | pensionaat 't Withof (MMS) later internaat R.K. Kweekschool 't Withof van de Zusters Franciscanessen van Etten, Bisschopmolenstraat 162 | m.o.         | 1964-          | 1971+      | Franciscanessen[dode link]              |
| Etten-Leur           | pensionaat Instituut St. Joseph van de Zusters Franciscanessen van Etten, Zundertseweg 4 |              | 1957           | 1978+      | Franciscanessen[dode link]              |
| Etten-Leur           | San Francesco internaat (huishoudschool Regina Mundi en Noviciaat) Zusters Franciscanessen van Etten, Bisschopmolenstraat 176 |              | 1957           | 1966+      | Franciscanessen[dode link]              |
| Etten-Leur           | internaat Dr. Edward Poppe van de Broeders van Liefde, Edward Poppenlaan |              | 1955-          | 1995+      |                                         |
| Etten-Leur           | Stichting De Zuidwester Sector Etten-Leur, Edward Poppelaan 12 |              |                |            | Zuidwester Jeugdzorg                    |
| Geertruidenberg      | St. Agnes internaat voor schipperskinderen Zusters van Liefde van Tilburg, Venestraat 28 |              | 1843           | 1963       | Zusters van Liefde                      |
| Geldrop              | B.J. tehuis "Villa Nova" |              | 1946           | 1948       |                                         |
| Geldrop              | Studiehuis De Heuvel van de Broeders met de Blauwe Koorden |              | 1958           | 1969       | Studiehuis De Heuvel in Geldrop         |
| Gemert               | kleinseminarie, grootseminarie en noviciaat tot 1930 daarna allen groot-Seminarie Congregatie van de H. Geest, Ridderplein 17 | w.o.         | 1914           | 1969       |                                         |
| Ginneken             | Bisschoppelijk Kleinseminarie IJpelaar Bisdom Breda Beukenlaan 1 | m.o.         | 1878           | ca. 1976   |                                         |
| Ginneken             | stg. 'Moederheil' (Zorg voor ongehuwde moeder en haar kind) door de Kleine Zusters van de Heilige Joseph van Heerlen van 1926 tot 1962, Valkenierslaan 37. Nu tehuis Valkenhorst-Breda                                                                   |              | 1926           | 1979+      | Kl. Zst. v.d. H. Joseph[dode link]      |
| Ginneken             | opvanghuis voor jongeren Broeders van Huijbergen |              | 1936           | 1981       | Br. v. Huijbergen                       |
| Goirle               | kindertehuis/-dorp Sint-Godelieve |              | 1957           | nu         | kindertehuis Sint-Godelieve[dode link]  |
| Goirle               | Huize de Bocht (Verzorging van ongehuwde moeders en hun kinderen) van de Missie- en Aanbiddingszusters van de H. Familie, Tilburgseweg 184 |              | 1949           | 1970/2006  |                                         |
| Goirle               | internaat Fraters van Tilburg |              | 1929-          | 1929+      | Fraters van Tilburg                     |
| Goirle               | Juvenaat Fraters van Tilburg, kloosterstraat 22 | m.o.         | 1938-          | 1971+      | Fraters van Tilburg                     |
| Goirle               | B.J. tehuis "Villa Blanca" |              | 1946           | 1948       |                                         |
| Grave                | kleinseminarie voor late roepingen van congregatie van de Missionarissen van de Heilige Familie | m.o.         | 1895           |            |                                         |
| Grave                | St. Henricus, blindeninstituut door de Fraters van Tilburg |              |                |            | Fraters van Tilburg                     |
| Haaren               | Groot-seminarie Haaren van het bisdom 's-Hertogenbosch | w.o.         | 1836           | 1967       |                                         |
| Halsteren            | De Viersprong, klinisch-therapeutische gemeenschap |              | 1957           | heden      | Website De Viersprong                   |
| Heeswijk-Dinther     | internaat Gymnasium St. Norbertus van de orde der Norbertijnen |              | 1951-          | 1970+      |                                         |
| Helmond              | Seminarie en Missiehuis van de Priestercongregatie van het Heilig Hart van Jezus |              |                |            |                                         |
| Helmond              | Leefgroep "de Molenstraat" (B.J. Brabant), de Molenstraat |              |                | nu         | BJ Barabandt                            |
| Helmond              | Leefgroep Vakinternaat "De Margrietlaan" (B.J. Brabant), Margrietlaan |              |                | nu         | BJ Barabandt                            |
| Helmond              | Leefgroep Vakinternaat "De Driehoek" (B.J. Brabant), Beugelsplein |              |                | nu         | BJ Barabandt                            |
| Helmond              | H. Aloysius weeshuis en oorgangshuis Zusters van Liefde van Tilburg, oude Wilhelmietenklooster |              | 1856           |            | Zusters van Liefde                      |
| Huijbergen           | Pensionaat Ste Marie door de Broeders van Huijbergen (basisschoolinternaat en internaat voor voortgezet onderwijs), oude Wilhelmietenklooster, Staartsestraat                                                                                            | l.o.         | 1854           | 2005+      | Ste Marie Br. v. Huijbergen             |
| Huijbergen           | Juvenaat St. Frans / 1934 Noviciaat Alverno Broeders van Huijbergen, Boomstraat 7 | m.o.         | 1930-          | 1967+      | Br. v. Huijbergen                       |
| Huijbergen           | internaat St. Marel kwekelingen door de Broeders van Huijbergen, Staartsestraat | m.o.         | 1933-          | 1989+      | Br. v. Huijbergen                       |
| Hoeven               | Seminarie Bovendonk bisdom Breda, Hofstraat 8 | w.o.         | 1817           | 1967       | bovendonk opl.                          |
| Kaatsheuvel          | [kleinseminarie] voor late roepingen voor Nederland, later algemeen [kleinseminarie] en in 1948 verhuisde de late roepingen naar Wijk aan Zee | m.o.         | 18xx           |            |                                         |
| Langeweg             | Seraphijnsch kleinseminarie ) en sinds 1988 "Seraphijnsch Seminarie" van de Paters Capucijnen, Langeweg (Slikgat) | m.o.         | 1874           |            |                                         |
| Lierop               | internaat landbouwhuishoudschool sinds 1936 N.C.B. door de Zusters van de Goddelijke Voorzienigheid Tegelen, Offermansstraat |              | 1909           | 1951       | Zusters v/d G.V.                        |
| Lithoijen            | internaat Zusters van JMJ | l.o.         | 1884           | 1945       |                                         |
| Made                 | R.K. Zusters van liefde |              |                |            |                                         |
| Made                 | internaat Zusters van Liefde van Tilburg, Kerkstraat 10 |              | 1853           | 1989-      | Zusters van Liefde                      |
| Made                 | St. Jozef Pensionaat, Kerkstraat |              | 1950-          | 1983+      |                                         |
| Made                 | tehuis zusters van liefde |              | 1956-          | 1965+      |                                         |
| Megen                | internaat bij Gymnasium paters Franciscanen |              | 1902-          | 1904+      |                                         |
| Meerveldhoven        | jongenshuis Ter Eik van de Broeders met de Blauwe Koorden] |              | 1953           | 1964       | Jongenshuis Ter Eik in Meerveldhoven    |
| Moerdijk             | internaat van de Zusters van het Allerheiligste Hart van Jezus van Moerdijk, Steenweg 39 |              | 1970-          | 1970+      |                                         |
| Nieuwendijk          | Jongenskostschool Instituut Hasselman |              | 1851-          | 1885+      |                                         |
| Oerle                | Pensionaat Onze Lieve vrouw van Lourdes Zusters van Liefde van Tilburg, Oude Kerkstraat 27 |              | 1855           | 1968       | Zusters van Liefde                      |
| Oirschot             | Meisjesinternaat De Kemenade, Koestraat 37 |              | 1953-          | 1985+      |                                         |
| Oirschot             | Huize Nazareth (internaat) van de Zusters Franciscanessen |              | 1965-          | 1965+      | Franciscanessen[dode link]              |
| Oirschot             | internaat R.K. Kweekschool Zusters Franciscanessen van Oirschot |              | 1913-          | 1913+      | Franciscanessen[dode link]              |
| Oirschot             | pensionaat Huize Catharinenberg van de Zusters Franciscanessen van Oirschot |              | 1943-          | 1943+      | Franciscanessen[dode link]              |
| Oirschot             | B.J. tehuis Witte Bergen |              | 1946           | 1949       |                                         |
| Oirschot             | Montfortaans Grootseminarie in het klooster Kasteel Oud Beijsterveld | w.o.         | later dan 1903 |            | montfortanen op Bijsterveld             |
| Oisterwijk           | Catharineberg |              | 1954-          | 1956+      |                                         |
| Oisterwijk           | Rustoord |              | 1970-          | 1975+      |                                         |
| Oisterwijk           | Zusters van Barmhartigheid |              | 1965           |            |                                         |
| Oosterhout           | internaatschool Huize Lievenshove, Bredaseweg 140 |              | 1963-          | 1984+      |                                         |
| Oosterhout           | Seraphijnsch kleinseminarie van de Paters Capucijnen per 1967 Gymnasium | m.o.         | 1955           | 1967       |                                         |
| Oosterhout           | Treffers Pensionaat |              |                | 1901       |                                         |
| Onsenoort/Nieuwkuijk | internaat "Mariënkroon" cisterciënzer abdij |              |                | 2002       | gecontinueerd door de Vocolare beweging |
| Oss                  | schoolinternaat De La Salle, Koornstraat 10 |              | 1960-          | 1982       |                                         |
| Oss                  | Instituut St. Nicolaas (van Poppel) internaat door de Fraters van Tilburg, Begijnenstraat |              | 1894-          | 1982       | Fraters van Tilburg                     |
| Ossendrecht          | internaat en jeugdhuis Volksabdij "Onze Lieve Vrouw ter Duinen" Broeders van Huijbergen, O.L. Vrouw ter Duinenlaan 199 |              | 1936           | 1981       | Br. v. Huijbergen                       |
| Oudenbosch           | Bisschoppelijk Kleinseminarie Bisdom Breda | m.o.         |                | 1878       |                                         |
| Oudenbosch           | Juvenaat van het Heilig Hart Broeders van Oudenbosch, Bosschendijk 2 | m.o.         | 1931           | 1972+      |                                         |
| Oudenbosch           | internaat Saint Louis Oudenbosch Broeders van Oudenbosch, Markt 65 |              | 1840           | 1987+      |                                         |
| Oudenbosch           | Pensionaat St. Anna Zusters Franciscanessen van Oudenbosch, Markt 61 |              | 1839           | 1984+      |                                         |
| Oudenbosch           | Kweekschool "Le Sacré Coeur van de Zusters Franciscanessen van Oudenbosch, St. Antoniuslaan |              | 1940-          | 1984+      | Franciscanessen[dode link]              |
| Oudenbosch           | Stichting De Zuidwester Sector Etten-Leur, Markt |              |                |            |                                         |
| Oud Gastel           | internaat St.Jozef (schippersinternaat) van de Broeders van Scheppers, Veerkensweg 13 |              | 1919           | 1984+/1998 |                                         |
| Oud Gastel           | Juvenaat St. Frans, Veerkensweg | m.o.         | 1945-          | 1945+      |                                         |
| Putte                | B.J.-tehuis "Paviljoen" |              | 1946           | 1949       |                                         |
| Reusel               | Meisjes-pensionaat (van school & kweekschool) Zusters Franciscanessen van Veghel, Wilhelminalaan 38 |              | 1879           | 1963       | Franciscanessen van Veghel[dode link]   |
| Reusel               | Pensionaat St. Cornelius Fraters van Tilburg |              | 1894-          | 1930+      | Fraters van Tilburg                     |
| Rijsbergen           | Huize St. Joseph Patrocinium aan de Ettenseweg 97 te Rijsbergen.Orde: Zusters Dominicanessen van Bethanië |              |                | 1980       |                                         |
| Rijsbergen           | De Krabbebossen |              | 1974-          | 1975+      |                                         |
| Roosendaal           | internaatschool Huize Lievenshove, Meidoornlaan |              |                |            |                                         |
| Roosendaal           | internaat Ste. Marie van de Broeders van de Heilige Aloysius Gonzage |              | 1946-          | 1969+      |                                         |
| Roosendaal           | Pensionaat Sainte Marie van de Zusters Franciscanessen van Mariadal |              | 1930-          | 1930+      |                                         |
| Rosmalen             | Instituut St. Antoine (jongenspensionaat) |              |                |            |                                         |
| Rosmalen             | Huize de Binckhorst, Vliertwijksestraat - Kruisstraat |              | 1970-          | 1976+      |                                         |
| Schijndel            | internaat R.K. Kweekschool door de zusters van Liefde |              | 1941-          | 1941+      |                                         |
| Sint Anthonis        | Stichting Time-Out Project (TOP), Noordkant 19a |              |                | nu         |                                         |
| Sint-Michielsgestel  | jongensinternaat Huize Ruwenberg van de Fraters van Tilburg, (Stokstraat 50) Ruwenbergstraat 7 |              | 1844 of 1852   | 1965       | Fraters van Tilburg                     |
| Sint-Michielsgestel  | Bisschoppelijk Seminarie Harlaar van het bisdom 's-Hertogenbosch | w.o.         |                | 1833       |                                         |
| Sint-Michielsgestel  | Bisschoppelijk Kleinseminarie Beekvliet van het Bisdom 's-Hertogenbosch | m.o.         | 1817           | 1972       |                                         |
| Sint-Michielsgestel  | Instituut voor Doven door de congregatie van de Dochters van Maria en Jezus en/of Fraters van Tilburg (gebouw van 1908) |              | 1840           | 1922+      | Fraters van Tilburg                     |
| Sint-Oedenrode       | internaat Daminaancollege door de paters van de Heiligen Harten |              | 1953-          | 1962+      |                                         |
| Someren              | kindertehuis Huize Witven, Beuvenlaan 5 |              | 1959-          | 1984+      |                                         |
| Son                  | Huize Zonhove |              |                |            |                                         |
| Steenbergen          | Weeskamer, Blauwstraat |              | 1611           | 1811       |                                         |
| Steenbergen          | Nederlands-Hervormd weeshuis |              | 1803           | 1963       |                                         |
| Steenbergen          | R.K. weeshuis |              | 1803           | 1959       |                                         |
| Sterksel             | Kleinseminarie van de Witte Paters het St-Paulus College, Providentiaweg | m.o.         | 1926           | 1967       |                                         |
| Stevensbeek          | Juvenaat/internaat (1936-1973) en jongensstad "Eymard-Ville" (1954-1972) van de paters van de Congregatie van het Allerheiligst Sacrament, Kloosterstraat 12-15-17 en St. Jozefstraat 12-14                                                              | m.o.         | 1936           | 1973       |                                         |
| Stevensbeek          | De La Salle Stevensbeek |              | 1962-          | 1989+      |                                         |
| Teteringen           | groot-Seminarie en juvenaat Missionarissen van het Goddelijk Woord, Arnold Janssenlaan 9 | w.o./m.o.    | 1916           |            |                                         |
| Tilburg              | internaat / tehuis van de Zusters van liefde |              |                |            |                                         |
| Tilburg              | internaat Huize Nazareth (Dominicus Savio-school) van de Fraters van Tilburg, Nazarethstraat 18-22 |              | 1951-          | 1978+      | Fraters van Tilburg                     |
| Tilburg              | R.K. jongensweeshuis/Voogdij-internaat "St. Paulushuis" van de Fraters van Tilburg, Nazarethstraat 20 |              | 1916           | 1974       | Fraters van Tilburg                     |
| Tilburg              | internaat van de kweekschool Sint Stanislaus Fraters van Tilburg |              |                |            | Fraters van Tilburg                     |
| Tilburg              | Jongenshuis Eigenhorst van de Broeders met de Blauwe Koorden |              | 1950           | 1966       | Het klooster Eigenhorst in Tilburg      |
| Tilburg              | kinderhuis Maria Goretti van de Karmelitessen, wilhelminapark 56 |              | 1951-          | 1981       | Karmel.                                 |
| Tilburg              | OLV Hulp der Christenen Korvel door de Zusters van Liefde van Tilburg |              |                |            | Zusters van Liefde                      |
| Tilburg              | weeshuis in het moederhuis Zusters van Liefde van Tilburg |              |                |            | Zusters van Liefde                      |
| Tilburg              | Juvenaat/internaat Oblaten van de H. Franciscus van Sales "Ave Maria", Nieuwe Goirleseweg/Columbusplein | m.o.         | 1930           | 2005-      |                                         |
| Tilburg              | Hieronymus internaat, Oude dijk 1 |              | 1960-          | 1960+      |                                         |
| Tilburg              | Huize Piusoord van de Broeders Penitenten |              |                |            | Broeders Penitenten[dode link]          |
| Tilburg              | Juvenaat Missionarissen van het Heilig Hart, Bredaseweg | m.o.         |                |            | Missionarissen v. h. H. Hart MSC        |
| Tilburg              | Seminarie en Missiehuis van de Priestercongregatie van het Heilig Hart van Jezus |              |                |            |                                         |
| Uden                 | Kleinseminarie van de Missionarissen van Steyl | m.o.         | 1911           | 1941       |                                         |
| Uden                 | internaat en College van het Heilige Kruis van de Orde van het Heilig Kruis | m.o.         | 1923           | 1969       |                                         |
| Uden                 | St. Jansgesticht kindertehuis St Agnes van de Orde van het Heilig Kruis | m.o.         | 1955           | ca. 1963   |                                         |
| Uden                 | pensionaat der Ursulines Ursulinen van de Romeinse Unie (klooster Nazareth) |              | 1845           | 1974       |                                         |
| Uden                 | schoolinternaat Vredestein |              | 1950-          | 1950+      |                                         |
| Udenhout             | Huize Sint Vincentius R.K. meisjesinternaat voor B.L.O. van de Zusters van de Choorstraat, vanaf 1927 Schoorstraat 4 |              | 1925           | 1978       |                                         |
| Udenhout             | Huize Assisië |              | 1956-          | 1983+      |                                         |
| Veghel               | internaat van de kweekschool Zusters Franciscanessen van Veghel, Deken van Miertstraat 8 |              | 1902           | 1971       | Franciscanessen van Veghel[dode link]   |
| Veldhoven            | internaat "De Sprankel" door de Dochters van O.L. Vrouw van het H. Hart |              | 1955-          | 1981+      | Docters v. O-L-V v/h H. Hart            |
| Veldhoven            | kindertehuis Sint Jozef Dochters van O.L. Vrouw van het H. Hart |              | 1955-          | 1981+      | Dochters v. O-L-V v/h H. Hart           |
| Veldhoven            | Koningshof internaat Zusters v/h H. Hart, Locht 117 |              | 1950-          | 1994+      |                                         |
| Veldhoven            | pensionaat O.L. Vrouw van Lourdes, Dorpstraat |              | 1945-          | 1950+      |                                         |
| Vught                | pensionaat villa Roucouleur voor "jongejuffrouwen" later "Klein Mariaoord" door de Ursulinen onder andere gezinszorg- en huishoud-onderwijs, Zandstraat                                                                                                  |              | 1899           | 1929       |                                         |
| Vught                | internaat Huize villa Beukenhof, Eindhovenseweg |              | 1957-          | 1960+      |                                         |
| Vught                | Mariaoord Juvenaat van de Broeders van Onze-Lieve-Vrouw van Lourdes | m.o.         | 1967-          | 1968+      |                                         |
| Vught                | pensionaat "Régina Coeli" MMS en Talenpracticum (Reguliere) Kanunnikessen van de H. Augustinus | m.o.         | 1911-          | 1915+      |                                         |
| Vught                | Huize Bergen, Boxtelseweg 28 |              | 1963-          | 1974+      |                                         |
| Waalwijk             | pensionat Zusters van JMJ, Kasteellaan 4 |              |                |            |                                         |
| Werkendam            | De Merwede internaat voor schipperskinderen (RIS), Havenstraat |              | 1975           | nu         | De Merwede                              |
| Wernhoutsburg        | kleinseminarie Vincent de Paul van de Lazaristen, Wernhoutsburg (Zundert) | m.o.         | 1882           | 2000-      |                                         |
| Zundert              | Pensionaat en Huishoudschool "Sint Anna" van de Zusters Franciscanessen van Mariadal, Molenstraat 13 |              | 1948-          | 1989+      | Franciscanessen[dode link]              |

### Provincie Noord-Holland
| plaats              | naam, organisatie(s) en archief | schooltype                                        | vanaf | tot        | info & links                                                                     |
| ------------------- | --- | ------------------------------------------------- | ----- | ---------- | -------------------------------------------------------------------------------- |
| Aalsmeer            | weeshuis |                                                   |       |            |                                                                                  |
| Aerdenhout          | internaat Aerdenhout, Slingerweg 6 |                                                   | 1952- | 1987+      |                                                                                  |
| Aerdenhout          | internaat voor kraamzorg |                                                   |       |            |                                                                                  |
| Alkmaar             | weeshuis |                                                   |       |            |                                                                                  |
| Alkmaar             | B.J.-tehuis "Kennemerhoek" |                                                   | 1946  | 1949       |                                                                                  |
| Alkmaar             | tehuis "De voorzienigheid" door de Zusters van "De Voorzienigheid" |                                                   | 1965- | 1965+      | Zusters v/D Voorz.                                                               |
| Amstelveen          | R.K. Weeshuis Sint-Hieronymus Aemilianus door de zuster van Onze Lieve Vrouw |                                                   |       |            |                                                                                  |
| Amstelveen          | Kindertehuis Sint-Jozefhuis door zusters |                                                   | 1953- | 1958+      |                                                                                  |
| Amstelveen          | Logeer opvang 365, Alphen Rondweg 102 |                                                   |       |            |                                                                                  |
| Amsterdam           | Burgerweeshuis (Amsterdam) sinds 1960 "Overschinkel" dan onderdeel van het Sociaal Agogisch Centrum (SAC) en nu Spirit, tussen de Kalverstraat en de Nieuwezijds Voorburgwal (1520-1560), aan de Kalverstraat (1560-1960) en aan het IJsbaanpad, hoek Amstelveenseweg (1960-1991) |                                                   | 1520  | 1991       | Spirit                                                                           |
| Amsterdam           | R.K. Jongensweeshuis J. Ligtharthuis een leken-tehuis voor voogdijkinderen, vanaf 1954 "Amstelstad" (jongens en meisjes), daarna fusie met SAC tot Spirit, Jordaan later Fred Roeskestraat (1954-1971)                                                                            |                                                   | 1686  | 1971       | Spirit                                                                           |
| Amsterdam           | Aalmoezeniersweeshuis, 1613 vml. Clarissenkloster aan het Singel, de Heiligeweg, 1666 naar Prinsengracht |                                                   | 1613  | 1825       |                                                                                  |
| Amsterdam           | Diaconie weeshuis der Ned. Hervormde Gemeente, Keizersgracht, "De Wielingen" Wielingenstraat 26, vanaf 1933 Volkerakstraat |                                                   | 1657  | 1940       |                                                                                  |
| Amsterdam           | Het Luthers Diaconie Weeshuis, Lauriergracht in 1811 naar Nieuwe Keizersgracht 120 |                                                   | 1678  | 1940+      |                                                                                  |
| Amsterdam           | Maagdenhuis R.K. weeshuis onder andere door Zusters van Liefde van Tilburg, Spui |                                                   | 1628  | 1953       | Zusters van Liefde                                                               |
| Amsterdam           | 'Verlaten meisjes' gesticht (wezen en halfwezen), per 1968 "De Voorzienigheid" kindertehuis door de zusters van "De Voorzienigheid", de 'Franse Tuin' in de Elandsstraat |                                                   | 1852  | 1968+/1991 | Zusters v/D Voorz.                                                               |
| Amsterdam           | Internaat voor ULO en kweekschool) door de zusters van "De Voorzienigheid" van Heemstede, Elandsstraat en later ook 1856 Lauriergracht 37-41 |                                                   | 1856  | 1967+/1991 | Zusters v/D Voorz.                                                               |
| Amsterdam           | Nederlands Israëlitisch Meisjesweeshuis, Rapenburgerstraat 171 - 173 |                                                   | 1861  | 1943       |                                                                                  |
| Amsterdam           | Internaat van het Sint-Barbaraklooster (1893-1965) door de Zusters Franciscanessen van Bennebroek |                                                   | 1893  | 1921       |                                                                                  |
| Amsterdam           | Internaat (kweekschool/P.A. 1914-1968) van de Zusters Franciscanessen van Heythuysen, Reynier Vinkeleskade 52 |                                                   | 1914  | 1937       | Franciscanessen[dode link]                                                       |
| Amsterdam           | Huize Lydia Internaat van de R.K. verpleegkundige opleiding Liefdezusters van de H. Carolus Borromeus, O.L. Vrouwe Gasthuis (1910-1950) en later Roelof Hartplein 2 (1950-1970)                                                                                                   | m.o.                                              | 1910  | 1970       |                                                                                  |
| Amsterdam           | Internaat Paedologisch Instituut "het PI", Vossiusstraat 56 (bij het Vondelpark) |                                                   | 1931  | 2006       | 'het PI'                                                                         |
| Amsterdam           | R.K. Weeshuis "Sint-Hieronymus Aemilianus" door de Zusters van Onze Lieve Vrouw van Amersfoort |                                                   | 1937- | 1949+      | Zusters van O.L. Vrouw                                                           |
| Amsterdam           | Beth Palet |                                                   |       |            |                                                                                  |
| Amsterdam           | Tehuis Sint-Hubertusvereniging opvang en huisvesting ongehuwde moeders; opvoeding en verzorging kinderen van ongehuwde moeders t/m kleuterleeftijd door de Zusters van "De Voorzienigheid", Plantage Middenlaan 33                                                                |                                                   | 1926  | 1970       | Zusters v/D Voorz.                                                               |
| Amsterdam           | Kindertehuis Het Janna |                                                   | 1980- | 1981+      |                                                                                  |
| Amsterdam           | Kindertehuis Tulpenburg |                                                   | 1973- | 1978+      |                                                                                  |
| Amsterdam           | Boddaert Centrum (A-oost) |                                                   | 1979- | 1884+      |                                                                                  |
| Amsterdam           | De Heem |                                                   | 1968- | 1970+      |                                                                                  |
| Amsterdam           | Tehuis / Huize Annette |                                                   |       |            |                                                                                  |
| Amsterdam           | Meisjesinternaat de Wiekslag, Prins Hendriklaan 28 |                                                   | 1956- | 1969+      |                                                                                  |
| Amsterdam           | Sint-Leoschool (internaat) van de Broeders van Maastricht |                                                   |       |            |                                                                                  |
| Amsterdam           | B.J.-tehuis "De Hoeksteen" |                                                   | 1946  | 1948       |                                                                                  |
| Amsterdam           | B.J.-tehuis, van Eeghenstraat |                                                   | 1946  | 1949       |                                                                                  |
| Amsterdam           | Willibrordhuis | w.o.                                              | 1997  | 2005       |                                                                                  |
| Amsterdam           | Internaat Kweekschool voor de Zeevaart, Prins Hendrikkade 189, |                                                   | 1942- | 2000+      |                                                                                  |
| Amsterdam           | R.K. Schippersinternaat Sint-Jozefhuis van de) H. Theresia van de Sint-Josephschool van de karmelitessen van het Goddelijk Hart van Jezus, Amstelveenseweg 593-595 |                                                   | 1933  | 1993+      | Karmel.                                                                          |
| Amsterdam           | Sint-Theresia Stichting / R.K. Internaat voor Schipperskinderen Karmelitessen van het Goddelijk Hart van Jezus, Amstelveenseweg 760 |                                                   | 1955- | 1991+      | Karmel.                                                                          |
| Amsterdam           | Prinses Beatrix schippersinternaat, eerst Van Hallstraat, daarna Dolhaantjesstraat 20 en daarna Ladagomeerhof 241 |                                                   | 1947  | 2008       | Stg. Meander                                                                     |
| Amsterdam           | De Amsterdamsche School (particulier), Nieuwezijds Voorburgwal | m.o.                                              |       | nu         | Amsterdamse school                                                               |
| Bakkum              | Huize "Sint-Antonius" gezondheid-kolonie / Kinderrustoord "Bakkum" bij Castricum v.d. Ned. Katholieke ver v. Kinderuitzending in het Bisdom Maarlem |                                                   | 1930+ | 1972+      |                                                                                  |
| Beemster            | internaat van de Zusters Franciscanessen van Bennebroek, Jisperweg 52 |                                                   | 1910  | 1970       |                                                                                  |
| Bentveld            | B.J. tehuis Bentveld |                                                   | 1946  | 1949       |                                                                                  |
| Bergen aan Zee      | Het Zeehuis |                                                   | 1953- | 1955+      |                                                                                  |
| Bergen              | pensionaat Sint Antonius R.K. kweekschool & huishoudschool Ursulinen van Bergen | m.o.                                              | 1935- | 1948+      |                                                                                  |
| Beverwijk           | internaat Bisschoppelijke kweekschool Beverwijk later Katholieke Pedagogische Academie, Romerkerkweg en Baanstraat 72 | m.o.                                              | 1906  | 2006-      | BKB                                                                              |
| Beverwijk           | Sint Jozef internaat (voor leerlingen van de land- en tuinbouwschool) Broeders van Amsterdam, Kees Delfweg 1, |                                                   | 1930  | 1933+      |                                                                                  |
| Bloemendaal         | B.J. tehuis "Clinghe |                                                   | "1946 | 1949       |                                                                                  |
| Bloemendaal         | ,Rustenburgerweg 23 |                                                   | 1942- | 1947+      |                                                                                  |
| Bloemendaal         | Leerschool, Krommelaan |                                                   | 1973- | 1973+      |                                                                                  |
| Bloemendaal         | St. Jozeph internaat, Dennenweg 6 |                                                   | 1940- | 1966+      |                                                                                  |
| Bloemendaal         | Rachel Steijn |                                                   | 1962- | 1965+      |                                                                                  |
| Bloemendaal         | internaat Noorthey, Korte Parkweg 1 |                                                   | 1967- | 1979+      |                                                                                  |
| Bussum              | internaat door de Zusters van O.L. Vrouw van Amersfoort, Brinklaan 82 |                                                   | 1881  |            | Zusters van O.L. Vrouw                                                           |
| Bussum              | kindertehuis |                                                   | 1956- | 1968+      |                                                                                  |
| Bussum              | Jongensinternaat Instituut Van Heusden, Koningin Emmalaan 1 | m.o.                                              | 1969- | 1975       |                                                                                  |
| Den Helder          | Algemeen Weeshuis |                                                   | 1822  | 1922       | [ 5 ] [ 6 ]                                                                      |
| Driehuis (Velsen)   | kindertehuis R.K. Westerveld De Voorzienigheid "Het Witte Huis" van de zusters van "De Voorzienigheid", Drs. Scheapmanlaan 2 |                                                   | 1950- | 1980       | Zusters v/D Voorz.                                                               |
| Edam                | weeshuis |                                                   |       |            |                                                                                  |
| Edam                | De Koningshoeve, kindertehuis later internaat (onder andere schipperskinderen) van de Zusters van "De Voorzienigheid", Voorhaven 158 |                                                   | 1899  | 1970       | Zusters v/D Voorz.                                                               |
| Egmond aan Zee      | Gezondheidskolonie Pr. Juliana |                                                   | 1956- | 1959+      |                                                                                  |
| Egmond aan Zee      | koloniehuis Zwartedijk |                                                   | 1957- | 1959+      |                                                                                  |
| Egmond aan Zee      | Princes Beatrix |                                                   | 1958- | 1971+      |                                                                                  |
| Egmond aan Zee      | St. Joseph herstellingsoord voor kinderen door de Kleine Zusters van de Heilige Joseph van Heerlen van 1927 tot 1968 |                                                   | 1927  | 1976+      | Kl. Zst. v.d. H. Joseph[dode link]                                               |
| Egmond aan Zee      | Kerdijk |                                                   | 1948- | 1965+      |                                                                                  |
| Enkhuizen           | weeshuis |                                                   |       |            |                                                                                  |
| Enkhuizen           | stg. Vrijzinnig Godsdienstig tehuis |                                                   | 1924  | 2006       |                                                                                  |
| Grootebroek         | (Nederlands Hervormd) Weeshuis De Schuilhoeve |                                                   | 1575  | heden      |                                                                                  |
| Haarlem             | Weeshuis De Tulp |                                                   |       |            |                                                                                  |
| Haarlem             | Weeshuis der Doopsgezinden, Klein Heiligland 58, naast Blokshofje (1634-1874) | inkomend tot en met 12 jaar, uitgaand vanaf 21 jr | 1634  | 1874       | zie ook VDGH.nl en Grote Vermaning (Haarlem) en rechtsvoorgangers                |
| Haarlem             | Weeshuis der Doopsgezinden, Kleine Houtweg 18, nabij de Vest |                                                   | 1675  | 1784       | afsplitsing als gevolg van meningsverschil. In 1784 weer herenigd met Blokshofje |
| Haarlem             | Weeshuis der Doopsgezinden in de Ravelingsteeg |                                                   | 1683  | 1704+      | naar Frankestraat                                                                |
| Haarlem             | Weeshuis der Doopsgezinden in de Frankestraat |                                                   | 1704  | 1747       | afkomstig van de Ravelingsteeg                                                   |
| Haarlem             | Weeshuis der Doopsgezinden aan de Kleine Houtweg |                                                   | 1874  | na 1942+   | afkomstig van Klein Heiligland 58, naast Blokshofje                              |
| Haarlem             | Pensionaat van de Zusters Franciscanessen van Heythuysen (ald. 1882-1964), Koningsstraat 20 |                                                   | 1906  | 1921       | Franciscanessen[dode link]                                                       |
| Haarlem             | kindertehuis Haarlem |                                                   | 1961- | 1965+      |                                                                                  |
| Haarlem             | Stichting Het St. Catharina-Apostolaat kinderhuis voor kinderen van ongehuwde moeders (doorgangshuis) Dominicanessen van het Sint-Catharina-Apostolaat, Bloemhofstraat 1 |                                                   | 1959- | 1965/2006  | Dominicanen Nl                                                                   |
| Haarlem             | kindertehuis, Schotersingel 81 |                                                   | 1943- | 1955+      |                                                                                  |
| Haarlem             | tehuis 't Hoogt, Jan de Braystraat 2 |                                                   |       |            |                                                                                  |
| Halfweg             | kindertehuis St. Anna |                                                   | 1958- | 1975+      |                                                                                  |
| Heemstede           | Bisschoppelijk Kleinseminarie Hageveld Bisdom Haarlem {archief 1817-2001: Noord-Hollands Archief}, Cruquiusweg 15 | m.o.                                              | 1923  | 1967       | stg. Reünisten Hageveld                                                          |
| Heemstede           | B.J.-tehuis Bosbeek |                                                   | 1946  | 1949       |                                                                                  |
| Heerhugowaard       | internaatschool Klaas Groen, de Vork 20 |                                                   | 1990- | 2006+      |                                                                                  |
| Hilversum           | internaat van de Aartsbisschoppelijke Kweekschool St. Ludgerus Fraters van Utrecht, Oude Amersfoortsweg 59 |                                                   | 1909  | 1938+      | Fraters van Utrecht                                                              |
| Hilversum           | Het Mierenest |                                                   | 1948- | 1975+      |                                                                                  |
| Hilversum           | huize "de Brug" |                                                   | 1964- | 1979+      |                                                                                  |
| Hilversum           | kindertehuis Trompendaal |                                                   | 1974- | 1987+      |                                                                                  |
| Hilversum           | kindertehuis de Regenboog |                                                   | 1960- | 1970+      |                                                                                  |
| Hilversum           | kindertehuis 't Grut |                                                   | 1952- | 1959+      |                                                                                  |
| Hilversum           | (kostschool) Hill House, Beethovenstraat |                                                   |       |            |                                                                                  |
| Hilversum           | internaat Duo Decimo |                                                   |       |            |                                                                                  |
| Hoorn               | internaat Mill Hill Seminarie en missiehuis Fraters van Mill Hill |                                                   | 1974- | 1974+      |                                                                                  |
| Hoorn               | R.K. Weeshuis en Armenhuis van de Zusters van "De Voorzienigheid", Achterom 15 |                                                   | 1896  | 1982-      | Zusters v/D Voorz.                                                               |
| Huisduinen          | Wees- en Armenhuis van de gemeente Helder en Huisduinen |                                                   | 1676  | 1822       | [ 5 ]                                                                            |
| Huisduinen          | Weesinrichting Huisduinen |                                                   | 1900  | ca. 1939   | [ 7 ]                                                                            |
| Huizen              | weeshuis |                                                   |       |            |                                                                                  |
| Huizen              | Hertenkamp |                                                   |       |            |                                                                                  |
| Huizen              | De " Onderwei " |                                                   |       |            |                                                                                  |
| Landsmeer           | weeshuis |                                                   |       |            |                                                                                  |
| Jisp                | weeshuis |                                                   |       |            |                                                                                  |
| Medemblik           | Weeshuis |                                                   |       |            |                                                                                  |
| Medemblik           | internaat Huize St. Radboud door de Fraters van Tilburg, Ridderstraat 10 |                                                   | 1943- | 1966+      | Fraters van Tilburg                                                              |
| Monnickendam        | Weeshuis (vml. petshuis) |                                                   | 1554  |            |                                                                                  |
| Muiderberg          | B.J.-tehuis "Noorthey" |                                                   | 1946  | 1949       |                                                                                  |
| Naarden             | kindertehuis De Wiekslag Leger des Heils |                                                   | 1905  | 1979       |                                                                                  |
| Nederhorst den Berg | Kindertehuis "De Voorzienigheid" van de Zusters van "De Voorzienigheid' Heemstede De Congregatie der Arme Zusters vh. Goddelijk Kind en het Gesticht 'De Voorzienigheid' 1852-1927, Dammerweg 8                                                                                   |                                                   | 1892  | 1976-      | Zusters v/D Voorz.                                                               |
| Noordwijkerhout     | internaat "De Voorzienigheid" door de Zusters van "De Voorzienigheid", Kerkstraat 97 |                                                   | 1864  |            | Zusters v/D Voorz.                                                               |
| Noordwijkerhout     | t Hoogt |                                                   |       |            |                                                                                  |
| Oostzaan            | weeshuis |                                                   |       |            |                                                                                  |
| Overveen            | "van ouds het raadhuis" |                                                   | 1980- | 1985+      |                                                                                  |
| Purmerend           | weeshuis |                                                   |       |            |                                                                                  |
| Santpoort           | Het Lavigerie College Kleinseminarie en later open internaat van de Witte Paters op het landgoed Spaarnberg | m.o.                                              | 1952  | 1971       | College te Santpoort                                                             |
| Santpoort-Noord     | kindertehuis van de Dochters van O.L. Vrouw van het H. Hart, Wulverderlaan 1 |                                                   | 1937  | 1984       | Docters v. O-L-V v/h H. Hart                                                     |
| Santpoort-Noord     | internaat St Rafael, Middenduinerweg 44 |                                                   | 1966- | 1990+      |                                                                                  |
| Schagen             | Weeshuis der Nederlands Hervormde gemeente Schagen (Stichting voormalig Weeshuis der Nederlands Hervormde gemeente Schagen) |                                                   |       |            |                                                                                  |
| Texel               | B.J.-tehuis "Panorama" |                                                   | 1946  | 1949       |                                                                                  |
| 't Veld             | Opleidingsinternaat kraamverzorging |                                                   | 1979- | 1996+      |                                                                                  |
| Velsen              | Bisschoppelijk Kleinseminarie Hageveld Bisdom Haarlem (verhuisd naar Voorhout) {archief 1817-2001: Noord-Hollands Archief} | m.o.                                              | 1817  | 1847       | stg. Reünisten Hageveld                                                          |
| Vogelenzang         | Huize Casa Carmeli |                                                   | 1958- | 1959+      |                                                                                  |
| Vogelenzang         | internaat Leiduin, 2e Leiweg 1 |                                                   | 1952- | 1991+      |                                                                                  |
| Vogelenzang         | groot-seminarie De Tiltenberg, Zilkerduinweg 375 | w.o.                                              | 2005  | nu         | De Tiltenberg                                                                    |
| Wijk aan Zee        | B.J. tehuis "De Relweg" |                                                   | 1946  | 1948       |                                                                                  |
| Wijk aan Zee        | kindertehuis / B.J. tehuis "Stella Maris" |                                                   |       | 1948       |                                                                                  |
| Wijk aan Zee        | kleinseminarie voor late roepingen voor Nederland (in vml. kindertehuis Stella Maris) verhuisd naar Horst | m.o..                                             | 1948  | 1954       |                                                                                  |
| Wijk aan Zee        | kinderhuis Emma |                                                   | 1962- | 1978+      |                                                                                  |
| Zaandam             | Het Doopsgezind Weeshuis |                                                   | 1713  | 1947-      |                                                                                  |
| Zandvoort           | Grootkijkduin |                                                   | 1971- | 1978+      |                                                                                  |
| Zandvoort           | B.J. tehuis "De Tweesprong" |                                                   | 1946  | 1948       |                                                                                  |

### Provincie Overijssel
| plaats          | naam, organisatie(s) en archief | schooltype | vanaf    | tot   | info & links               |
| --------------- | --- | ---------- | -------- | ----- | -------------------------- |
|                 | B.J.-tehuis 't Weversnest, Dijkzicht, Wolfskuil, De Esch                                                                                        |            |          |       |                            |
| Almelo          | internaat "De Goede Herder" Zrs vd De Goede Herder, Vriezeveenseweg 170                                                                         |            | 1955     | 1973  |                            |
| Almelo          | Huize Alexandra |            |          |       |                            |
| Almelo          | B.J.-kindertehuis Almelo |            |          |       |                            |
| Almelo          | tehuis Saxenheem |            | 1977-    | 1977+ |                            |
| Ambt Delden     | internaat Azelo | m.o.       |          |       |                            |
| Ambt Delden     | R.K. jongenspensionaat Maria Mediatrix, Bornerbroeksestraat                                                                                     |            |          |       |                            |
| Blokzijl        | Maurits Weeshuis |            | 1667     | 1928  |                            |
| Borne           | Pensionaat Maria Mediatrix |            | 1942-    | 1994+ |                            |
| Delden          | B.J.-kindertehuis Delden |            |          |       |                            |
| Denekamp        | kindertehuis St. Antonius van de Zusters Franciscanessen, Lattropperstraat                                                                      |            | 1938-    | 1973+ |                            |
| Denekamp        | internaat voor de landbouwhuishoudschool van de ABTB van de Zusters Franciscanessen, Gravenallee 30                                             |            | 1875     | 1973+ | Franciscanessen[dode link] |
| Denekamp        | Opleidingsinternaat Wit-Gele Kruis, Gravenallee                                                                                                 |            |          |       |                            |
| Deventer        | Burgerweeshuis (Deventer) |            |          |       |                            |
| Deventer        | B.J.-tehuis "Salland" |            | 1946     | 1949  |                            |
| Deventer        | Internaat Gronthout |            |          | nu    | Internaat Gronthout        |
| Diepenveen      | jongenspensionaat De Holterhoek, Verlengde Randerstraat                                                                                         |            | 1972     | nu    | De Holterhoek              |
| Eerde           | internaat "International School Eerde" Kasteel Eerde, Kasteellaan                                                                               |            |          | nu    | I.S. Eerde                 |
| Enschede        | Seminarie met noviciaat van de Kapucijnen, Gronausestraat 710                                                                                   |            | 1935     | 1972  |                            |
| Enschede        | internaat Stadsweide, M.H. Trompstraat |            | 1969-    | 1983+ |                            |
| Enschede        | internaat SNOV, de Haydenlaan |            | 1991-    | 1995+ |                            |
| Enschede        | B.J. Twente-Snelius |            | 1998-    | 2000+ |                            |
| Enschede        | B.J. Twente, Drebbel, Lipperkerk en Lage Bothofstraat                                                                                           |            | 1945     | nu    | pleegzorg Twente           |
| Hellendoorn     | kindertehuis huize " De Reggenberg" door zusters                                                                                                |            | 1952-    | 1982+ |                            |
| Hengelo         | Maria Mediatrix internaat Paters Maristen, Bornsestraat 124                                                                                     | m.o.       | 1955-    | 1955+ | Maristen                   |
| Kampen          | B.J. tehuis Kampen |            |          |       |                            |
| Losser          | De villa "De Zandbergen |            | 1945     | 1961  |                            |
| Losser          | internaat / kamp "De Ravenhorst", Ravenhorstenweg                                                                                               |            | 1961     | 1991  | Ravenhorst                 |
| Oldenzaal       | internaat (1871-1921 en 1955-1972) van de Zusters Franciscanessen van Heythuysen, Gasthuisstraat 16                                             |            | 1871     | 1972  |                            |
| Oldenzaal       | internaat Carmel Lyceum door de Karmelieten |            |          |       | Karmel.                    |
| Ootmarsum       | R.K. internaat St. Radboud voor voogdijkinderen Zusters van O.L. Vrouw van Amersfoort , Kloosterstraat 3 / Oostwal                              |            | 1855     | 1983  | Zusters van O.L. Vrouw     |
| Slagharen       | kindertehuis "De Eik" Zusters van het Arme Kind Jezus                                                                                           |            | 1951-    | 1980+ |                            |
| Steenwijk       | B.J.-centrum / -internaat "De Eese", Duivenslaagte 2                                                                                            |            | 1962-    | 2003+ |                            |
| Steenwijkerwold | Weeshuis Zusters van "De Voorzienigheid" |            | 1894     | 1948  | Zusters v/D Voorz.         |
| Steenwijkerwold | internaat Gerardus Majella kweekschool (vanaf 1904, heette later: Pedagogische Academie, Pabo) Zusters van "De Voorzienigheid", Gelderingen 44b |            | 1894     | 1948  | Zusters v/D Voorz.         |
| Steenwijkerwold | internaat Mariënwold zusters, Geldringen |            | 1976-    | 1979+ |                            |
| Vollenhove      | Hervormd Grootburger Weeshuis, Visserstraat (1567-1867), Kerkstraat (1867-1920)                                                                 |            | 1432-    | 1920  | Weeshuis Vollenhove        |
| Wierden         | kamp Vossenbos, Hexelseweg |            | 1959-    | 1973+ |                            |
| Zenderen        | kleinseminarie/internaat Zenderen door de Karmelieten, Carmelitessenweg 1                                                                       | m.o.       | 1855     |       | Karmel.                    |
| Zwolle          | 'Huis der Weezen' sinds 1834 Het Hervormd Weeshuis, vml. Caeciliën Convent                                                                      |            | 1600-    | 1953  | Hervormd Weeshuis          |
| Zwolle          | Burgerweeshuis |            |          |       |                            |
| Zwolle          | Runhart De Gouwe 9 en KTC |            | 1989-    | 1991+ |                            |
| Zwolle          | Juliana kindertehuis / jeugdhuis |            | 1961-    | 1970+ |                            |
| Zwolle          | Prinses Magriet Aa-landen internaat voor Schipperskinderen, Botlek                                                                              | geen       | jaren 50 | nu    | Stg. Meander               |
| Zwolle          | Prinses Magriet Holtenbroek internaat voor Schipperskinderen, Klooienberglaan                                                                   | geen       | jaren 50 | nu    | Stg. Meander               |

### Provincie Utrecht
| plaats                | naam, organisatie(s) en archief | schooltype | vanaf  | tot        | info & links                        |
| --------------------- | --- | ---------- | ------ | ---------- | ----------------------------------- |
| Amersfoort            | St Nicolaas weeshuis, vml. Begijnhof hoek van de Sint Aagtensingel (later 't Zand) en de Sint Agathastraat 1551-1611, daarna in vml. klooster "de Mariënhof" 1611-1928, 1804 fusie met Stadskinderhuis; daarna Burgerweeshuis |            | 1550   | 1932       | Burgerweeshuis A.                   |
| Amersfoort            | Weeshuis door de Zusters van St. Jozef Amersfoort |            | 1881   |            |                                     |
| Amersfoort            | R.K. Pensionaat St. Louis (nu Hoornbeeck) van de Broeders van Maastricht, Utrechtseweg 228 |            | 1917   | 1975       | St.Louis-Amersfoort                 |
| Amersfoort            | R.K. meisjesinternaat (kweekschool/Pabo) Onze Lieve Vrouw ter Eem door de Zusters van O.L. Vrouw van Amersfoort, D. Fockemalaan 22                                                                                            | m.o.       | 1933   |            | Zusters van O.L. Vrouw              |
| Amersfoort            | Maria gesticht/internaat (voor voogdijkinderen) van de congregatie Onze Lieve Vrouw van Amersfoort, centrum Amersfoort onder andere Muurhuizen en Herenstraat (1860-1914) en Noorderwierweg 2 (1914- )                        |            | 1860   | 1985/2001+ |                                     |
| Amersfoort            | internaat Aldegonde, Arnhemseweg 67 |            | 1962-  | 1976+      |                                     |
| Amersfoort            | Huize Zandbergen Instelling voor Jeugdzorg, Waterdaal 2 |            | 1957-  | 1958+      |                                     |
| Amersfoort            | kindertehuis de Snoekheuvel |            | 1957-  | 1958+      |                                     |
| Amersfoort            | jongenshuis Amersfoort Leger des Heils, Scheltemalaan 13 |            | 1930-  | 1968+      |                                     |
| Amersfoort            | De Berg & Het Ortshuis |            | 1957-  | 1972+      |                                     |
| Baarn                 | internaat Boekenrode, Eemnesserweg 94 |            | 1988-  | 1992+      |                                     |
| Baarn                 | De Harscamp (Leger des Heils), Ringlaan 2 |            |        |            |                                     |
| Baarn                 | internaat Louisa State, Gerrit van der Veenlaan |            | 1869   | 2002       | stg. Oud-Louisianen                 |
| Baarn                 | Mariënhorst R.K. jongenskostschool, Soestdijkerstraatweg |            |        |            |                                     |
| Baarn                 | Protestants Christelijk internaat 'De Sparrenhorst', Prins Hendriklaan 11 / Parkstraat |            | 1958-  | 1973+      |                                     |
| Baarn                 | B.J. tehuis "Uytenbosch" & "Buitenzorg" |            | 1946   | 1949       |                                     |
| Baarn                 | jongensinternaat (kinderbescherming) Broeders van Amsterdam, Luitenant Generaal van Heutzlaan 2 |            | 1958   | 1962       |                                     |
| Baarn                 | Huize Nieuwenoord - Inservice opl. Z-verpleegk., Groeneveld 25 |            | 1963-  | 2002+      |                                     |
| Bilthoven             | Astmacentrum Berg en bosch |            | 1965-  | 1968+      |                                     |
| Bilthoven             | internaat Zonneheuvel, Bilderdijklaan 15 |            | 1946   | 1970       |                                     |
| Bosch en Duin         | internaat Maupertuus, Baarnseweg 4 |            | 1964-  | 2005+      |                                     |
| De Bilt               | Opleidingsinternaat voor Kraamverzorgsters, Emmalaan 6 |            | 1946-  | 1977+      |                                     |
| Den Dolder            | internaat De Hulsthorst, Dolderseweg |            | 1952-  | 1970+      |                                     |
| Doorn                 | internaat Beukenrode van de Broeders van Onze-Lieve-Vrouw van Lourdes |            | 1973-  | 1974+      |                                     |
| Doorn                 | internaat Hervormd internaat Nieuw Ruimzicht |            |        |            |                                     |
| Doorn                 | kindertehuis Huize Dennenoord |            | 1961-  | 1974+      |                                     |
| Doorn                 | De Schutsluis |            | 1960-  | 1972+      |                                     |
| Doorn                 | internaat voor IVO - Van Oort, Van Speykstraat 1 |            | 1973-  | 1974+      |                                     |
| Driebergen            | Meisjesinternaat, Coolsmalaan |            |        |            |                                     |
| Driebergen            | Het Hudighuis, gezondheidskolonie |            | 1946-  | 1946+      |                                     |
| Driebergen            | Huize Valentijn internaat Ursulinen van de Romeinse Unie, Valentijn 40 |            | 1947   | 1972       |                                     |
| Driebergen            | B.J.-internaat "Sparrenheide", aan de Melvill van Carnbeelaan |            | 1962-  | 1966+      |                                     |
| Driebergen-Rijsenburg | Groot-seminarie Rijsenburg van bisdom Utrecht | w.o.       | 1857   | 1968       |                                     |
| Driebergen-Rijsenburg | R.K. meisjesinternaat door Ursulinen, Ursulineweg |            |        |            |                                     |
| Hollandsche Rading    | BJ De Rading internaat De Hertenkamp, Karnemelksweg 8 |            |        |            |                                     |
| Huis ter Heide        | tehuis voor ongehuwde moeders |            | 1963-  | 1970+      |                                     |
| Huis ter Heide        | tehuis Het Boschkamp |            |        |            |                                     |
| Huis ter Heide        | Astmacentrum Huize Willemijntje |            | 1958-  | 1959+      |                                     |
| Huis ter Heide        | kindertehuis de Schakel |            | 1952-  | 1955+      |                                     |
| Huis ter Heide        | KLM internaat voor technisch Personeel, Amersfoortseweg |            | 1948-  | 1948+      |                                     |
| Leusden               | internaat Huize Don Bosco van de Salesianen van Don Bosco, Dodeweg 6 (gebouw) |            | 1937   | 1982       | Don Bosco Nederland                 |
| Leusden               | Huize Ingeborg, Paradijsweg 15 |            | 1982-  | 1982+      |                                     |
| Leusden               | internaat De Hohorst, Heiligenbergerweg (gebouw) |            |        |            |                                     |
| Loenen aan de Vecht   | internaat Trial and Error, oud over 3, buitenplaats Vegtlust |            | 1950-  | 1999+      |                                     |
| Loosdrecht            | Rijksobservatiehuis De Schutsluis, Raaweg 10 |            | 1950?- | 1960+      |                                     |
| Maarn                 | internaat "De Hoogt", De Hoogt |            | 1981-  | 1999+      | RI De Hoogt                         |
| Maartensdijk          | internaat / tehuis "Persijn" |            | 1967-  | 1969+      |                                     |
| Maartensdijk          | internaat Roverestein, Maartensdijkseweg |            | 1955-  | 1992+      |                                     |
| Nieuwegein            | Prins Hendrik schippersinternaat, Industrieweg |            | 1915   | nu         | PHI stg. Meander                    |
| Oudewater             | Pensionaat St. Franciscus van de Zusters Franciscanessen van Bennebroek |            | 1887   | gesloten   | Franciscanessen[dode link]          |
| Overberg              | Passantenkamp Overberg |            | 1957-  | 1960+      |                                     |
| Renswoude             | kamp Overberg, Dwarsweg 45 |            | 1964-  | 1993+      |                                     |
| Rhenen                | Gast- en Weeshuis Rhenen |            | 1853   | 1894+      |                                     |
| Soest                 | internaat (kwekelingen bejaardenzorg) St. Joseph Zusters van O.L. Vrouw van Amersfoort, Steenhoffstraat |            | 1869   | 1962       |                                     |
| Soesterberg           | kleinseminarie Missionarissen van het Goddelijk Woord, Amersfoortsestraat 20 Landgoed 'De Eikenhorst' (gebouw) | m.o.       | 1924   | 1961       |                                     |
| Soesterberg           | internaat de Paltz, Soestduinen |            | 1959-  | 1981+      |                                     |
| Soesterberg           | (medisch) kindertehuis Kinabu |            | 1931   | 1968       |                                     |
| Stoutenburg           | tijdelijke kleinseminarie van het Bisdom Rotterdam in landhuis Stoutenburg van de Franciscanen, Stoutenburgerlaan 5 later verhuisd naar Noordwijkerhout                                                                       | m.o.       | 1956   | 1961       | Stoutenburg                         |
| Utrecht               | Weeshuis Elisabeth Zoudenbalchweeshuis later Burger Weeshuis genoemd Vreeswijk, Regulierenklooster Oudegracht 245 (1582-1926), Nieuwegracht 98 (1926-1963)                                                                    |            | 1582   | 1963       |                                     |
| Utrecht               | R.K. Weeshuis voor jongens vd Aalmoezenierskamer, Huize Zoudenbalch (1746-1875), Maliesingel (1875- ) |            | 1746-  | 1875+      |                                     |
| Utrecht               | Renswoudehuis weeshuis (Fundatie van Renswoude), Agnietenstraat |            | 1756   | 1922       |                                     |
| Utrecht               | Centraal Israëlitisch Weeshuis, Nieuwegracht 92 |            | 1871   | 1942       |                                     |
| Utrecht               | meisjestehuis "de Haven" Maliebaanlaan 99 |            | 1963-  | 1980+      |                                     |
| Utrecht               | internaat kweekschool Sint Jozef Fraters van Utrecht, Schorteldoeksesteeg 1 |            | 1899-  | 1930+      | Fraters van Utrecht                 |
| Utrecht               | "Ons Tehuis" (St. Paula stichting) zorg voor ongehuwde moeder en haar kind door de Kleine Zusters van de Heilige Joseph van Heerlen, Admiraal Van Gentstraat 33 (1966 verhuisd naar Oosterbeek)                               |            | 1931   | 1966       | Kl. Zst. v.d. H. Joseph[dode link]  |
| Utrecht               | Protestants Doorgangshuis 'de Haven' |            | 1921   | 1961       |                                     |
| Utrecht               | Hieronymushuis Zusters van Liefde van Tilburg, Maliesingel |            |        |            | Zusters van Liefde                  |
| Utrecht               | kindertehuis St. Aloysius door dochters van het Heilig Kruis |            | 1947-  | 1959+      |                                     |
| Utrecht               | tehuis De Tweesprong, Detmoldstraat |            | 1974-  | 1983+      |                                     |
| Utrecht               | Instituut Blankestijn | l.o./m.o.  | 1965   | nu         | Instituut Blankestijn               |
| Utrecht               | seminarie het Arienskonvikt | w.o.       |        | 2010       |                                     |
| Utrecht               | jeugdhuis de Stuw |            | 1971-  | 2003+      |                                     |
| Vreeswijk             | Prins Hendrik internaat, Prins Hendriklaan |            | 1928-  | 2007+      |                                     |
| Werkhoven             | internaat "International School Beverweerd" Kasteel Beverweerd, Beverweertseweg 60 | m.o.       | 1959   | 2007       | I.S. Beverweerd                     |
| Woerden               | Gereformeerd Weeshuis, de Havenstraat 6 |            | 1604   |            |                                     |
| Woerden               | Pensionaat St Jozef (Maria school) Zusters Franciscanessen van Mariadal, (Verlengde) Havenstraat |            | 1933-  | 1992+      |                                     |
| Zeist                 | meisjesinternaat der Evangelische Broedergemeente, Zusterplein 22a |            | 1951-  | 1973+      |                                     |
| Zeist                 | Christelijk Jongensinternaat, Krakelingenweg 10 |            | 1918   | 1980       |                                     |
| Zeist                 | B.J.-tehuis Boschkamp |            | 1946   | 1949       |                                     |
| Zeist                 | kindertehuis Leger des Heils |            | 1960-  | 1966+      |                                     |
| Zeist                 | internaat Neubourg |            |        |            |                                     |
| Zeist                 | (Medisch) kindertehuis Bethanie, Verlengde Slotlaan 109 (gesloopt 1988) |            | 1937-  | 1982+      | Bethanie Zeist[dode link]           |
| Zeist                 | Katholiek jongensinternaat Sint Jan door de Kruisvaarders van Sint-Jan, Ma Retraite Utrechtseweg 67 en Sanatoriumlaan 2 |            | 1947   | 1979       | Kruisvaarders van Sint-Jan          |
| Zeist                 | Katholiek jongensinternaat Sint Jozef (pensionaat) door de Fraters van Utrecht, Kroostweg - Noord 149 |            | 1947-  | 1968+      | Fraters van Utrecht                 |
| Zeist                 | Juvenaat-Pensionaat St. Jozef (en de St. Jozef-kweekschool) door de fraters van Utrecht (nu PGGM), Kroostweg | m.o.       | 1946   | 1959       | PSJZ[dode link] Fraters van Utrecht |
| Zeist                 | jongensinternaat "Katwijk De Breul" Jezuïeten (Katwijk, den Haag en daarna Zeist), Arnhemsebovenweg(hoofdgebouw) en na 1961 Driebergseweg (na 1982 verder als dagschool)                                                      |            | 1941   | 1982       | Jezuïeten                           |
| Zeist                 | Meisjesinternaat Pavia van de Ver. van Chr. Hoger en Middelbaar Onderwijs, gevestigd in Huize Pavia, Laan van Beek en Royen                                                                                                   |            | 1947   | 1976       | Huize Pavia                         |
| Zeist                 | Prinses Marijke kleuterhuis van de Ned. Kath. Vereniging voor Kinderuitzending |            | 1941-  | 1985+      |                                     |
| Zuilen                | B.J. tehuis Zuyleveld |            | 1946   | 1948       |                                     |

### Provincie Zeeland
| plaats               | naam, organisatie(s) en archief | schooltype | vanaf | tot      | info & links                  |
| -------------------- | --- | ---------- | ----- | -------- | ----------------------------- |
| Aardenburg           | Weeshuis, Weststraat 22 (1674-1927) (Gesticht uit vroegere katholieke kerkelijke goederen die in 1604 waren geconfisqueerd)                                                  |            | 1631  | 1927     |                               |
| Goes                 | Weeshuis, Singelstraat 13 |            | 1628  |          |                               |
| Hansweert            | Maria-oord R.K. internaat voor Schpperskinderen door de Dochters van Onze Lieve Vrouwe van het Hart, Kerkepad 2                                                              |            | 1938  | 1953     | Dochters v. O-L-V v/h H. Hart |
| Hansweert            | B.J. tehuis "Hansweert" |            | 1946  | 1947     |                               |
| Hulst                | weeshuis in het vml. klooster, 's-Gravenhofplein |            |       |          |                               |
| Hulst                | pensionaat, internaat voor MULO-kinderen, en later voor schipperskinderen en kinderen onder de kinderbescherming van de Zusters Franciscanessen van Mariadal, Grote Markt 15 |            | 1852  | 1987     | Franciscanessen[dode link]    |
| Hulst                | (schippers)internaat Baudeloo Zusters van Liefde, Markt |            | 1941- | 1985+    |                               |
| Hulst                | Juvenaat St. Jozef Paters Maristen (SM Societas Mariae) (Gymnasiumniveau), Zandstraat 10 en Carmelweg 2                                                                      | m.o.       | 1911  | 1966     | Maristen                      |
| Kortgene             | De Vliethoeve (expats)internaat, Galgendijk 2-4 |            | 1988- | 2008     | Tender jeugdzorg              |
| Middelburg           | Weeshuis |            |       |          |                               |
| Sint Anna ter Muiden | R.K. kindertehuis Heilig Hart Ter Ruste (Huize Sacré Coeur) door de Dominicanessen van de H. Catharina van Siëna (van Engelendale) sinds 1928 daar                           |            | 1934  | 1987     | Dominicanen Nl                |
| Sluis                | kleinseminarie Sint-Augustinus van de Reguliere Kanunniken van Sint-Jan van Lateranen(C.R.L.), Sint Annastraat 46                                                            |            | 1947  | 1974     |                               |
| Terneuzen            | Schippersinternaat Koningin Juliana, van Steenbergenlaan 30 |            | 1959  | nu       | SI Terneuzen Stg. Meander     |
| Vlissingen           | Arm-, Gast- en Weeshuis |            | 1753- | 1859+    |                               |
| Vlissingen           | kindertehuis Voorstraat, Voorstraat 3 West-Souburg |            |       | nu       | Juvent                        |
| Wemeldinge           | Schippersinternaat "De Schutsluis", Beatrixstraat 8 |            |       | gesloten |                               |
| Zierikzee            | BurgerWeeshuis |            | 1862  | 1940     |                               |

### Provincie Zuid-Holland
| plaats                             | naam, organisatie(s) en archief | schooltype | vanaf    | tot           | info & links                                     |
| ---------------------------------- | --- | ---------- | -------- | ------------- | ------------------------------------------------ |
| Achthuizen                         | Pensionaat van de Zusters Franciscanessen van Bennebroek |            | 1865     | 1945          |                                                  |
| Alphen aan den Rijn                | internaat Martha stichting (Hervormde gestichtsgemeente) later Rijnstroom Rijnhove en Marnixhove tegenwoordig Stichting De Horizon, Vanenburg |            | 1895     | 1970+         | Martha stg.                                      |
| Alphen aan den Rijn                | internaat van de Zusters Franciscanessen van Oudenbosch |            |          |               | Franciscanessen[dode link]                       |
| Bennebroek                         | Pensionaat Sacré Coeur ('t Heilig Hart) van de Zusters Franciscanessen van Bennebroek |            | 1896     | 1919          | Luciaklooster[dode link]                         |
| Bodegraven                         | Sint-Joseph pensionaat en kostschool voor meisjes uit schippersgezinnen van de Zusters Franciscanessen van Salzkotten, Van Tolstraat aan de Overtocht |            | 1875     | 1970          | Franciscanessen[dode link]                       |
| Brielle                            | Merulaweeshuis {Streekarchief Voorne-Putten en Rozenburg} |            | 1557     | 1948          |                                                  |
| Brielle                            | internaat Sint Leonardus (voornamelijk schipperskinderen) van de Zusters Franciscanessen van Aerdenhout, Venkelstraat 15 (1893-1951/4) en Nobelstraat 20 (1951/4-1972) |            | 1893     | 1972          |                                                  |
| Capelle aan den IJssel             | De Meerpaal (Internaat Schippersjeugd), Pastel |            |          | nu            | De Meerpaal stg. Meander                         |
| Delft                              | Protestantse "MeisjesWeeshuis", Oude Delft 112 |            | 1578     | 1954          |                                                  |
| Delft                              | "Jongensweeshuis" in het St.-Barbaraklooster Oude Delft in 1910 verhuisd naar Weeshuis aan het Koningsplein 83 |            | 1600-    | 1910+         |                                                  |
| Delft                              | Weeshuis der Gereformeerden, Oude Delft 51-55, Koningsplein 83, Gasthuissteeg 12 |            | 1350     | 1960          |                                                  |
| Delft                              | Renswoudehuis ambachtsschool voor weesjongens (Fundatie van Renswoude), Oude Delft |            | 1759     | 1911+         |                                                  |
| Delft                              | R.K. weeshuis jongensweeshuis Broeders van Ronse, Kantoorgracht 8 (sloop 1979) |            | 1749     | 1957          | broeders van Ronse                               |
| Delft                              | R.K. weeshuis meisjesweeshuis OLV Onbevlekt Ontvangen Zusters van Liefde van Tilburg, Kantoorgracht 11 (sloop 1979) |            | 1749     | 1957          | Zusters van Liefde                               |
| Den Haag                           | Burgerweeshuis, Westeinde |            | 1564     | 1919          | Burgerweeshuis                                   |
| Den Haag                           | Israëlitisch Weeshuis 'Hulp Voor Weezen' (Ezer Jatom) |            | 1849     | 1943          |                                                  |
| Den Haag                           | Renswoudehuis 11 en 20 jaar (Fundatie van Renswoude), Jozef Israelsplein |            | 1923     | 2011          |                                                  |
| Den Haag                           | weeshuis, Koningstraat |            | 1943-    | 1977+         |                                                  |
| Den Haag                           | Stichting Huize Cristina, Emmakade |            | 1956-    | 1990+         |                                                  |
| Den Haag                           | Observatiehuis voor Meisjes „Maria Immaculata“, Lijsterbesstraat |            | 1959-    | 1967+         |                                                  |
| Den Haag                           | St. Monica |            |          |               |                                                  |
| Den Haag                           | Huize St. Annastichting van de Vereeniging ter Bescherming van Meisjes (kinder- en ongehuwde moeder-huis) van de Kleine Zusters van de Heilige Joseph van Heerlen, Mariastaat 2A, Bezuidenhout (1907-1944), daarna Lange Lombardstraat (1946-1950). In 1950 verhuisd naar huize Maris Stella in Scheveningen |            | 1907     | 1950          | Kl. Zst. v.d. H. Joseph[dode link]               |
| Den Haag                           | internaat Sociëteit van het H. Hart van Jezus, Zusters van JMJ (Jezus, Maria en Josef), Dr. Kuyperstraat 2 |            | 1915     | 1965+         |                                                  |
| Den Haag                           | internaat H. Maagd Moeder Gods |            | 1965-    | 1965+         |                                                  |
| Den Haag                           | Huize Leger des Heils |            |          |               |                                                  |
| Den Haag                           | Tehuis, Pletterijstraat 66 |            | 1951-    | 1953+         |                                                  |
| Den Haag                           | weeshuis / kindertehuisHuize Groenenstein door de Zusters van Liefde van Tilburg, Schiefbaan-Hovius Stichting |            | 1950-    | 1970+         | Zusters van Liefde                               |
| Den Haag                           | kindertehuis Huize Groenenstein door de Broeders van de Christelijke Scholen |            | 1950-    | 1960+         |                                                  |
| Den Haag                           | Huize Angela, Prinsegracht 10-12-14 |            | 1960-    | 1965+         |                                                  |
| Den Haag                           | St. Janscollege internaat door de Priestercongregatie van het Heilig Hart van Jezus |            | 1958-    | 1965+         |                                                  |
| Den Haag                           | internaat Huize Katwijk (klooster Christus Koning, Klein Katwijk / Groot Katwijk) Jezuïeten, Raamweg |            | 1928     | 1941          | Jezuïeten                                        |
| Den Haag                           | internaatschool, Loosduinseweg 529 |            | 1948-    | 1968+         |                                                  |
| Den Haag                           | 'Tehuis voor Onbehuisden', de Steijnlaan / per 1923 'D.A.J. Kesslerstichting', De la Reyweg |            | 1915     | nu            | Kessler stg.                                     |
| Dordrecht                          | B.J.-tehuis Renate (Bijzonder Jeugdwerk-tehuis) |            | 1945-    | 1948+         |                                                  |
| Dordrecht                          | internaat Nicole de Martynville, Vrieseweg |            | 1969-    | 1972+         |                                                  |
| Dordrecht                          | internaat Kranenburg, Nieuwe Haven / 1945 Hoge Nieuwstraat 83 |            | 1919     | 1995          |                                                  |
| Dordrecht                          | kindertehuis De Schuilhoek |            | 1993-    | 2003+         |                                                  |
| Dordrecht                          | internaat De Singel, (Christelijke schippersschool) Internaat voor Schipperskinderen, Burgemeester de Raadtsingel 93A |            | 1959-    | augustus 2023 | De Singel stg. Meander                           |
| Dordrecht                          | Schippersinternaat, Burgemeester de Raadtsingel 97 |            | 1956-    | 1992+         |                                                  |
| Dordrecht                          | Dubbeldam, Schippersinternaat, Koningstraat 302 |            | 1960-    | 2002+         |                                                  |
| Dordrecht                          | Christelijk internaat voor Schipperskinderen (VGO), Wolwevershaven 20 |            | 1955-    | 1980+         |                                                  |
| Dordrecht                          | Eben-Haezer internaat voor Schippersjeugd (RIS), Regenboogstraat 18 en Maria Montessorilaan 11 |            |          | nu            | Internaat Eben-Haeser                            |
| Dordrecht                          | Hollands Glorie B.J.-jongenskamp (Bijzonder Jeugdwerk) / internaat met opleiding tot varensgezel, Badweg 2 |            | 1940-    | 1948+         |                                                  |
| Gorinchem                          | Pensionaat van de Zusters Franciscanessen van Bennebroek, Oude Lombardstraat |            | 1851     | 1880          | Franciscanessen[dode link]                       |
| Gouda                              | AalmoezeniersWeeshuis (Gouda) |            | 1599     | 1948          | Weeshuis Gouda                                   |
| Gouda                              | B.J. Ter Gouwe (Bijzonder Jeugdwerk), Jacob van Lennepkade |            | 1952-    | 2005+         |                                                  |
| Haastrecht                         | Kleinseminarie Sint Gabriël van de Passionisten (naar Mook verhuisd), Provincialeweg Oost 62 | m.o.       | 1922     | 1955+         |                                                  |
| Hillegom                           | Pensionaat Zusters van O.L. Vrouw van Amersfoort, Mariastraat 18 |            | 1856     | 1991          | Zusters van O.L. Vrouw                           |
| Hoek van Holland                   | kindertehuis De Koperwiek / Lindenhof, 's-Gravenzandseweg |            | 1974-    | 1996+         |                                                  |
| Katwijk                            | R.K. Sint Willebrordus College, 1831 internaat(Gymnasium), vanaf 1836 door de paters Jezuïeten tot 1928 en daarna Seminarie door de Franciscanen, Katwijk aan de Rijn | m.o.       | 1831     | 1959+         |                                                  |
| Katwijk                            | Zeehospitium: een sanatorium voor kinderen |            | 1853     | 1953          | RRC                                              |
| Katwijk                            | weeshuis, Voorstraat Katwijk aan Zee |            | 1904     | 1976          | Nai.nl Digibron[dode link]                       |
| Katwijk                            | B.J.-tehuis "De Schakel" (Bijzonder Jeugdwerk) |            | 1946     | 1949          |                                                  |
| Kijkduin (Den Haag)                | De Vluchtheuvel |            | 1958-    | 1969+         |                                                  |
| Krimpen aan den IJssel             | De Driemaster (Reformatorisch Internaat voor Schipperkinderen), Boezemdreef 2 |            | 1954     | nu            | De Driemaster                                    |
| Leiden                             | Heilige Geest- of Arme Wees- en Kinderhuis, Hooglandse Kerkgracht 17 |            | 1600-    | 1961          | Kinderrechtenhuis                                |
| Leiden                             | Evangelisch-Lutherse Weeshuis (sinds 1922 Stg. G.D.), Middelweg 38 |            |          | 1922          |                                                  |
| Leiden                             | Centraal Israëlitisch Wees- en Doorgangshuis, Roodenburgerstraat 1a |            | 1929     | 1943          |                                                  |
| Leiden                             | Cortona, Zorg voor ongehuwde moeders met haar kinderen van de Zusters Franciscanessen van de Heilige Elisabeth (1923-1978) (FIOM), Haagweg 47; de zusters woonden in het naastgelegen Huis Ter Wetering, Haagweg 49                                                                                          |            | 1920-    | 1978          | Zusters Franciscanessen van de Heilige Elisabeth |
| Leiden                             | pensionaat vakschool voor meisjes Sint Margaretha van de Zusters Franciscanessen van de Heilige Elisabeth (Cortona-stichting, afd. van de Zita-Vereniging), Galgewater 5 / Noordeinde / Haagweg 47 {het Zita-archief berust bij het Regionaal Archief Leiden}                                                |            | 1923     | 1977+         | Zusters Franciscanessen van de Heilige Elisabeth |
| Leiden                             | Huize Weipoort, internaat van de Kruisheren (1925-1967), Gemiva (1968-1983), Vrouwenweg 1 |            | 1925     | 1983          | Kruisheren /Gemiva                               |
| Leiden                             | kindertehuis "Christelijke jeugdhulp" (FIOM), Zoeterwoudsesingel {FIOM Archief archief bij Aletta, Instituut voor Vrouwengeschiedenis (voorheen IIAV) te Amsterdam} |            | 1973-    | 1973+         | Christelijke jeugdhulp                           |
| Leiderdorp                         | kindertehuis Voordorp van de Vereniging Kinderzorg |            | 1909-    | 1957+         |                                                  |
| Lisse                              | Huize ter Beek, Heereweg 469 |            | 1981-    | 1981+         |                                                  |
| Monster                            | St. Jozef jongensinternaat, Havenstraat |            | 1911     | 1986          | VOLH                                             |
| Monster                            | Pensionaat van de Zusters Franciscanessen van Mariadal, Havenstraat 12 |            | 1852     | 1994-         |                                                  |
| Moordrecht                         | R.K. Sint Jozef Schippersinternaat van de caritasinstelling van de Zusters van "De Voorzienigheid", Oosteinde / IJsseldijk |            | 1913     | 1963/1970+    | Zusters van "De Voorzienigheid"                  |
| Nieuwveen                          | Huize Sint Ursula schoolinternaat Ursulinen van Bergen, AH Kooistrastraat 130 (Villa Sassenoord) |            | 1935     | nu            | Ipse de Bruggen                                  |
| Noordwijk                          | B.J.-tehuis Offem (Bijzonder Jeugdwerk-tehuis) |            | 1945-    | 1949+         |                                                  |
| Noordwijk                          | St. Jeroen gesticht / B.J.-tehuis (Bijzonder Jeugdwerk-tehuis) van de Zusters Franciscanessen, Wilhelminastraat |            | 1912     | 1949+         | Franciscanessen[dode link]                       |
| Noordwijkerhout                    | Bisschoppelijk Kleinseminarie De Leeuwenhorst van het Bisdom Rotterdam tot 1968 internaat tot 1973, Langelaan 3 | m.o.       | 1961     | 1973          |                                                  |
| Oegstgeest                         | internaat Bouwlust, Rhijnhofweg 7 |            | 1982-    | nu            |                                                  |
| Oegstgeest                         | internaat Curium |            | 1959-    | 1994+         |                                                  |
| Oegstgeest                         | internaat Duinzigt voor weeskinderen van de Zusters Franciscanessen van Mariadal, Rhijngeesterstraatweg 40 |            | 1853     | 2009+         | Zusters Franciscanessen van Mariadal             |
| Oegstgeest                         | internaat`t Veerhuis, Oranjelaan 2 |            |          |               |                                                  |
| Oostvoorne                         | Ons Genoegen, koloniehuis en medisch kinderhuis |            | 1945-    | 1946+         | kolonie Oostvoorne                               |
| Oostvoorne                         | Agaathahuis gezondheidskoloniehuis |            | 1956-    | 1963+         |                                                  |
| Oostvoorne                         | B.J.-tehuis Overburgh (Bijzonder Jeugdwerk-tehuis) |            |          |               |                                                  |
| Rijswijk                           | R.K. kostschool / internaat Don Bosco van de Salesianen van Don Bosco, Julianaantje 24-26 |            | 1952     | 2003+         | Don Bosco Rijswijk Don Bosco Nederland           |
| Rijswijk                           | Huize Ora et Labora door de Kruisvaarders van Sint-Jan, Nieuwvoorde, van Vredenburchweg 164 |            | 1925     | 1944          | Kruisvaarders van Sint-Jan                       |
| Rijswijk                           | Huize Westhoff, Julialaantje |            | 1973-    | 2004+         |                                                  |
| Rotterdam                          | Het kinderhuis der Hervormde Gemeente te Rotterdam, Van Speykstraat |            | 1886     | 2006          | Het Kinderhuis                                   |
| Rotterdam                          | Het kinderhuis, Bilderdijkstraat |            | 1953-    | 1954+         |                                                  |
| Rotterdam                          | Het Hervormd Burger Weeshuis, Voorhaven te Delfshaven |            | 1861     | 1945          |                                                  |
| Rotterdam                          | Huize Don Bosco van de Salesianen van Don Bosco, Statenlaan |            | 1945-    | 1969+         | Don Bosco Nederland                              |
| Rotterdam                          | R.M.P.I. en Moria |            | 1976-    | 1989+         |                                                  |
| Rotterdam                          | kindertehuis Dominicus Savio voor voogdijkinderen door zusters Dominicanessen van Voorschoten ( -1960) en de Zusters van O.L. Vrouw van Amersfoort (1960- ), Westersingel 40, later Heemraadssingel |            | 1940-    | 1977+         | Dominicanen Nl Zusters van O.L. Vrouw            |
| Rotterdam                          | kindertehuis Het klaverblad, Heemraadssingel |            | 1965     | 1977+         |                                                  |
| Rotterdam                          | Pensionaat Maria Koningin der Harten (Regina Cordium) Dochters der Wijsheid, Afrikaanderplein 5 |            | 1924     | 1968+         | Dochters der Wijsheid                            |
| Rotterdam                          | "Sint Lucia" gesticht / instituut / internaat van de Zusters Franciscanessen van Bennebroek, (1897) Coolsingel, (1920) Aert van Nesstraat en (1958) Hennekijnstraat |            | 1897     | 1958+         | Sint Lucia Franciscanessen[dode link]            |
| Rotterdam                          | Sint Magdalenavereniging (stg.) zorg voor ongehuwde moeders en hun kinderen Dominicanessen van het Allerheiligst Sacrament. Overschie |            | 1940-    | 1940+         |                                                  |
| Rotterdam                          | kindertehuis "Het Bosje" later "Kleinwoud" nu de villa en de toverlantarenpaal |            | 1963-    | 1963+         |                                                  |
| Rotterdam                          | Vereeniging Onderlinge Vrouwenbescherming (OV) later stg. OV |            | ca. 1897 | ca. 1967      |                                                  |
| Rotterdam                          | meisjesinternaat Vredestein (lit.: Maria was haar naam Meisjesinternaat Vredestein Auteur(s): Willy Balyon ISBN 978-90-8788-057-6), Straatweg 280 Hillegersberg |            | 1939-    | 1972+         |                                                  |
| Rotterdam                          | B.J.-tehuis, Maximiliaanstraat sinds 1948 eendrachtsweg |            | `1946-   | 1948+         |                                                  |
| Rotterdam                          | tehuis van het Leger des Heils |            |          |               |                                                  |
| Rotterdam                          | internaat "Het Posthuis" (PTT KTA opleiding), Westzeedijk 116 |            | 1960     | 1975          | internaat het Posthuis                           |
| Rotterdam                          | Schippersinternaat Prinses Irene Coolhaven (nabij de parksluis) later Sportdorp (op de Sportsingel 70) |            | 1952-    | nu            |                                                  |
| Rotterdam                          | internaat Prinses Irene Schieboek, Berberisweg 350 |            | 1964-    | 2000-         |                                                  |
| Rotterdam                          | Schippersinternaat Sint-Petrus van de Zusters Franciscanessen van Aerdenhout, Havenstraat 158 |            | 1924     | 1943          |                                                  |
| Rotterdam                          | Schippersinternaat Koningin Wilhelmina, Coolhaven tegenover de Rochussenstraat |            | 1958-    | 1974+         |                                                  |
| Rotterdam                          | Schippersinternaat Gerben de Jong, Burgemeester Meineszlaan 57 |            | 1965-    | 1969+         |                                                  |
| Rotterdam                          | Schippersinternaat De Roef, Mathenesserlaan 484 |            | 1952-    | 1975+         |                                                  |
| Rotterdam                          | Schippersinternaat Voor Anker, Mathenesserlaan 506 |            | 1958-    | 1979+         |                                                  |
| Rotterdam                          | Schippersinternaat 'De Stuurhut', Mathenesserlaan 440 |            | 1967-    | 1982+         |                                                  |
| Rotterdam                          | Schippersinternaat Het Kompas, Mathenesserlaan 488 |            | 1954-    | 1969+         |                                                  |
| Rotterdam                          | Robbenoord internaat voor Schipperskinderen, Schulpweg 37 |            | 1949     | nu            | Stg. Meander                                     |
| Rotterdam                          | R.K. internaat voor Schipperskinderen "De Westersingel" zusters (dependance van De Uitkijk schiedam), Westersingel 63 |            | 1971     | 1982          |                                                  |
| Scheveningen                       | tehuis voor arme meisjes Zusters van "De Voorzienigheid", Oude Scheveningseweg 37 |            | 1867     | 1918          | Zusters v/D Voorz.                               |
| Scheveningen                       | kinderhuis Don Bosco van de Salesianen van Don Bosco, de Scheveningseweg |            | 1949-    | 1973+         | Don Bosco Nederland                              |
| Scheveningen                       | Stella Maris tehuis voor ongehuwde moeder en haar kind door de Kleine Zusters van de Heilige Joseph van Heerlen (1950-1966), Scheveningseweg 33a |            | 1950     | 1972+         | Kl. Zst. v.d. H. Joseph[dode link]               |
| Scheveningen                       | Haags Hervormd weeshuis |            | 1946-    | 1961+         |                                                  |
| Scheveningen                       | kinderhuis "de Vluchtheuvel" kinderen van 2 tot 8 jaar (Gereformeerd) tijdelijk naar Eerbeek 1943, Nieuwe Duinweg hoek Pansierstraat |            | 1838     | 2001+         |                                                  |
| Scheveningen                       | B.J. tehuis Scheveningen, Badhuisweg 91-92 |            | 1945-    | 1945+         |                                                  |
| Schiedam                           | Schiedamse Hervormd Weeshuis (Stichting Lindenhof) |            | 1605     | 1946          |                                                  |
| Schiedam                           | R.K. Weeshuis |            | 1768     | 1955          |                                                  |
| Schiedam                           | 1964 "Sint Imelda" & 1970 De Uitkijk" (voormalig R.K. weeshuis) internaat voor Schipperskinderen, Hoogstraat 44 |            | 1955     | 1993-         |                                                  |
| Veur                               | Instituut Noorthey, een jongenskostschool |            | 1845     | 1882          |                                                  |
| Vlaardingen                        | Gast- en Weeshuis van de stad, sinds 1815 Weeshuis der Hervormden, sinds 1893 Weeshuisplein 26 |            | 1584     | 1960          |                                                  |
| Vlaardingen                        | Callenburg B.J.-internaat met opleiding tot varensgezel |            | 1946/8   | 1948+         |                                                  |
| Voorburg                           | Jongeheren instituut, Schoolstraat |            | 1830     | 1909          |                                                  |
| Voorburg                           | Jongedamens instituut "Casa Bonita", Herenstraat en later Westeinde |            | 1870     | 1899          |                                                  |
| Voorburg                           | internaat van de Christelijk Instituut Effatha |            | 1926     | 1999-         |                                                  |
| Voorburg                           | Seminarie Vronesteyn centrum voor diaken- en priesteropleidingen in het Bisdom Rotterdam, Park Vronesteyn 14 | w.o.       | 1990     | nu            | Vronesteyn                                       |
| Voorhout                           | Bisschoppelijk Kleinseminarie Hageveld Bisdom Haarlem (Landgoed Schoonoord) (verhuisd naar Heemstede) {archief 1817-2001: Noord-Hollands Archief} | m.o.       | 1847     | 1923          | stg. Reünisten Hageveld                          |
| Voorhout                           | internaat van de Bisschoppelijke Nijverheidsschool (B.N.S.) door de Broeders van Onze Lieve Vrouw van Zeven Smarten Amsterdam (Landgoed Schoonoord), Leidsevaart 2 | m.o.       | 1923     | 1980-         |                                                  |
| Voorschoten                        | jongenskostschool Instituut Noorthey |            | 1888     | 1907          |                                                  |
| Voorschoten                        | kindertehuis ‘Nieuw-Voordorp’ van de Vereniging ’Kinderzorg’, Leidseweg |            | 1908     | 1975          |                                                  |
| Voorschoten                        | internaat 'Instituut Wullings', chique jongenskostschool met HBS-opleiding, op landgoed Beresteyn Leidseweg 192 |            | 1893     | ca. 1941      |                                                  |
| Voorschoten                        | Kleinseminarie der Montfortanen, aan de Haagsche Schouw Rijndijk (1951-1955), Beresteyn (1955-1968), Beresteyn internaat voor jongens (1968-1983) en gastenhuis Het Montforthuis, (1983-2001) | m.o.       | 1951     | 2001          | Beresteyn Monfortanen                            |
| Voorschoten                        | Huize Bijdorp / instituut "Onze Lieve Vrouwe van Lourdes" pensionaat met MMS voor jonge juffrouwen; Dominicanessen, Veurse(straat)weg 3 | m.o.       | 1878     | ca. 1970      | Huize Blijdorp Dominicanen Nl                    |
| Warmond                            | Bisschoppelijk Grootseminarie (Theologicum) te Warmond {archief 1799-1967: Noord-Hollands Archief} | w.o.       | 1799     | 1967          |                                                  |
| Warmond                            | tehuis voor jongens / jongensinternaat "Het Warmonderhek" Broedercongregatie Onze-Lieve-Vrouw van Zeven Smarten Amsterdam, Oranje Nassaulaan 1-3d-5 |            | 1950     | 1967          |                                                  |
| Wassenaar                          | kindertehuis Antoniushuis van de Zusters Franciscanessen |            | 1945-    | 1960+         | Franciscanessen[dode link]                       |
| Wassenaar                          | R.K. (meisjes-)internaat de Graal - Huize Driekoningen, internaat voor karakter- en persoonlijkheidsvorming, Papeweg 2 |            | 1938-    | 1974+         | [ 9 ] [ 10 ]                                     |
| Woerdense Verlaat                  | Pensionaat St. Joseph, Meulmansweg 3 |            |          |               |                                                  |
| Zoeterwoude-Rijndijk (Zoeterwoude) | gesticht / internaat "De goede Herder" Meisjes van 0 tot 20 Zusters van de Goede Herder, Hoge Rijndijk |            | 1869-    | 1950+         | Zusters van de Goede Herder                      |
| Zwijndrecht                        | Julia R.K.internaat voor schipperskinderen Zusters van O.L. Vrouw van Amersfoort (1924-1980), Burgemeester de Bruïnelaan 84 en nu Schipperskade 75 |            | 1924     | nu            | stg. Meander Zusters van O.L. Vrouw              |